# Tang Taizong
Tang Taizong (chinois : 唐太宗 ; pinyin : Táng Tàizōng), né Li Shimin (李世民, Lĭ Shìmín) vers 600 et mort le 10 juillet 649, est le deuxième empereur de la dynastie Tang de Chine. Il règne de 626 à 649. Second fils du premier empereur Li Yuan, il est considéré comme le cofondateur de la dynastie par l'appui militaire essentiel qu'il apporta à son père dans la conquête du trône avant de provoquer son abdication et de le remplacer à 27 ans en prenant le nom de Tang Taizong.
Chef de guerre habile, sachant jouer de la puissance de sa famille et de la position géographique de son Shanxi natal, entre Chine impériale et marges turques, Li Shimin/Tang Taizong, formé à la culture chinoise, mais marqué par le monde des cavaliers semi-barbares, réussit la conquête et l'unification de l'empire au prix de longues campagnes militaires. La Chine unifiée par son clan, il soumet les Turcs orientaux en 630, les Tibétains en 641, puis, par une diplomatie habile, les Turcs occidentaux en 642 et, de 640 à 648, les cités-royaumes des Oasis du Tarim. Il limite également les ambitions des Coréens, faisant ainsi de son Empire l'un des plus vastes qu'ait connu la Chine.
Ses qualités de chef militaire et d'administrateur permettent à la Chine de connaître une période notable de prospérité et de sécurité, particulièrement durant la première partie de son règne (貞觀之治, Zhenguan). Cette période a été érigée en idéal de gestion politique, et Tang Taizong est présenté dans la tradition chinoise comme un empereur modèle.

## Origine socio-familiale
Le jeune Li Shimin est probablement né vers 600 ou un peu avant, à Wukong, dans le Shanxi actuel, de Li Yuan (李淵), duc de Tang, son père, et de la consort Dou.

### Origine parentale

L'arbre généalogique de Li Shimin expose son lien étroit avec les familles puissantes des royaumes de Wei et de l'Empire Sui. Li Shimin est issu de la plus haute aristocratie de l'époque.

Le clan Dou (竇氏) de sa mère est un très puissant clan d'origine partiellement Xianbei, faisant partie des grandes familles des Zhou du Nord, puis des Sui et des premiers Tang.
Sous les Zhou du nord, la petite sœur de l'empereur Zhou Wudi (et grand-mère maternelle de Li Shimin) épouse un membre du clan Dou (竇氏). Des enfants Dou qui en résultent, une fille devient une consort de Yang Guang (plus tard empereur Yang des Sui), une autre plus jeune épouse Li Yuan : c'est la mère de Li Shimin. Aussi, par sa mère et sa grand-mère maternelle, Li Shimin est l'arrière-petit-fils de Yuwen Tai (宇文泰), celui qui prit le pouvoir réel de la royauté des Wei orientaux mais qui n'osera pas prendre le trône. La mère de Li Shimin a pour oncles les deux premiers empereurs des Zhou du nord : Yuwen Yu (宇文毓, empereur Mindi) et Yuwen Yong (宇文邕, empereur Wudi) ; et pour cousin Yuwen Yun (empereur Xuandi). Elle passe donc logiquement son enfance à la cour de ses oncles empereurs.
Du côté paternel, le général Li Hu (李虎), du puissant clan Li (李氏), est déjà un proche de Yuwen Tai. Yuwen Tai, Li Hu, Yang Zhong (楊忠) et Dugu Xin (獨孤信) sont les quatre architectes de l'instauration des Zhou du nord, quatre des « Huit Piliers de l'État » qui renversent le pouvoir Wei en 557, chacun à la tête de l'un des plus puissants clans du royaume. Le fils de Yuwen Tai est intronisé ; en remerciement, Li Hu est anobli duc de Tang (558). À cette époque, le clan Li est établi dans les environs de Datong. Son fils Li Bing (李昺) épouse logiquement une fille de Dugu Xin, tout comme l'avait fait Yuwen Yu, fils ainé de Yuwen Tai et premier empereur Zhou, et comme le fera Yang Jian (楊堅), fils de Yang Zhong,. Les quatre familles sont ainsi liées par les femmes Dugu. De la consort Dugu, Li Bing aura comme fils Li Yuan, en 566, neveu par alliance de l'empereur Yuwen Yu (empereur Mindi) et de Yang Jian. Le pouvoir échappe au clan Yuwen (宇文氏) et passe à Yang Jian du clan Yang (楊氏), issu de Yang Zhong. Li Ping, ami de Yang Jian, meurt en 572, et le jeune Li Yuan, 6 ans, hérite de son titre et de ses responsabilités militaires. Li Yuan vit principalement à la cour des Zhou. Lorsque Yang Jian renverse les Zhou pour instaurer sa dynastie Sui, Li Yuan devient, par sa mère et une tante, neveu du nouvel empereur et cousin du prince héritier. Ses bonnes relations avec sa tante, l'impératrice Dugu, et sa position de neveu préféré auprès de Yang Jian, devenu l'empereur Wen des Sui, lui permettent une progression rapide. Li Yuan épousant la consort Dou, il se rattache encore à la famille impériale Sui, puisque le prince héritier a épousé une sœur ainée Dou. De cette union naît Li Shimin qui est ainsi, par sa mère et sa tante, neveu de l'empereur Yang des Sui.
Il existe également de prétendues origines plus lointaines, faisant remonter l'arbre familial au prestigieux clan Li de Longxi, à la famille royale du petit royaume de Liang dans le Gansu, au grand général han Li Guang et même à Laozi. Mais d'autres théories plus pragmatiques semblent indiquer une origine paternelle dans la noblesse barbare, sans doute Xianbei.

### Enfance et adolescence
Li Yuan étant duc, il aurait eu une épouse et 17 consorts, induisant un grand nombre d'enfants. Le premier fils par sa femme Dou est Li Jiancheng (en) (né ?), Li Shimin est le second fils. Viennent ensuite de nombreux fils et filles, dont les plus notables pour la suite sont : Li Yuanji (en) (李元吉), Li Yuanjing (李元景), Li Yuanchang (李元昌) ; et parmi ses sœurs (et donc futures princesses) : princesse Changsha, princesse Xiangyang, et surtout la puissante et martiale princesse Zhao de Pingyang (✝ 623).
Tout comme celle de ses frères et sœurs, l'enfance de Li Shimin se passe entre le fief Tang de son père (dans le Shanxi actuel) où il a pour mission de contenir les terribles Turcs orientaux, et la cour Sui, l'empereur Yang des Sui étant son oncle par mariage. Ni prince héritier, ni prince impérial, ni même fils ainé du duc Li Yuan de Tang, il n'a pas reçu l'éducation d'un potentiel empereur.
Li Shimin, second fil du duc, reçoit donc probablement l'éducation confucéenne associée de la haute noblesse de l'époque. Sa connaissance des textes confucéens vient sûrement de cette éducation, tandis que son intérêt envers l'histoire et sa calligraphie de qualité peuvent s'être développés plus tard, au contact des érudits de la cour Sui, puis Tang. Également descendant de l'élite turco-chinoise des royaumes des Wei orientaux et Zhou du nord, son adolescence est largement consacrée aux arts militaires. C'est donc principalement de l'équitation et du tir à l'arc, mais probablement aussi le maniement de nombreuses armes, qui lui sont enseignés (arc, épée, hallebarde), en plus de l'acquisition d'une culture stratégique par l'étude de classiques militaires (Sunzi), ainsi que l'acquisition d'expérience de terrain. Tout comme ses frères, il accompagne très tôt (vers 12 ans) son père Li Yuan dans ses tournées d'inspections sur la frontière nord du Shanxi actuel, afin de mater les rébellions qui y éclatent et repousser les incursions turques. Là, il se confronte très tôt à la vie de camp, habité de rudes soldats han et cavaliers turcs ralliés.
Remarqué pour son dynamisme et sa vivacité, il se voit en 613 marié à la jeune Zhangsun, 12 ans, qui deviendra l'impératrice Wende. En 614, lors de la tournée de Yang des Sui dans le Shanxi, il est attaqué et assiégé par les Turcs, et l'histoire officielle affirme que le jeune Li Shimin aurait mené à 15 ans l'assaut libérateur.

### Fond culturel et alliances
Li Shimin a ainsi une origine de haute noblesse. Les mariages endogames entre les quelques clans dominants du royaume Wei, puis Zhou, puis Sui, qui se mariaient constamment entre eux afin de conserver leur statut et renforcer leurs alliances, sont nombreux. Comme la grande majorité des empereurs chinois fondant ou cofondant une dynastie, Li Shimin est issu de la plus haute aristocratie. Par ailleurs, Li Shimin est finalement un véritable métis, entre aristocraties turque, xianbei, et chinoise, bien loin de l'idéal d'une histoire chinoise universellement dominée par les Han et excluant les barbares non civilisés. Au contraire, ses origines barbares lui donnent un puissant héritage guerrier, tandis que l'héritage chinois l'initie aux acquis de la civilisation chinoise et de la vie de cour. Lorsque les Sui s'effondrent, le clan li, mené par Li Yuan et assisté par de prometteurs fils, contrôle la très stratégique région métisse et guerrière du Shanxi actuel.

## Lieutenance Li de l'Empire Sui

### Affaissement du pouvoir central

#### Origines
En 589, après près de 370 ans de division, l'empire chinois est reconstitué sous la dynastie Sui dirigée par la famille Yang (楊) qui connaît seulement deux empereurs régnants et s'achève en 618. Après les campagnes désastreuses contre la Corée du second empereur Sui Yangdi, l'atmosphère du pays est à la révolte et de nombreux potentats locaux prennent leur indépendance de fait. Le risque de morcellement de l'empire pointe de nouveau. Parmi les grandes familles locales, les Li (李), dont le chef Li Yuan, gouverneur du Shanxi, est cousin germain par sa mère (une Xianbei) de l'empereur Yangdi. Ce sont eux qui sauveront l'unité de l'empire à leur profit, essentiellement grâce aux talents politiques et militaires de Li Shimin, second fils de Li Yuan.

#### Effondrement généralisé
Dès 614, avant même l'expédition de Corée, une révolte éclate en Chine que Suí Yángdì (隋煬帝) doit écraser, avant de repartir avec un million de soldats et un approvisionnement en rapport. La campagne de 614 s'avère être infructueuse et très coûteuse. Le roi Yeongyang propose la paix, mais refuse toutes les conditions de l'empereur Yángdì qui, pour l'honneur de l'Empire, demande la reconnaissance de la souveraineté chinoise et le paiement annuel d'un tribut (symbolique). Le refus est catégorique, la situation militaire bloquée, Yángdì rentre à Chang'an dans un climat de révolte.
En 615, pour rétablir un peu son prestige, l'Empereur fait la tournée des Limes du nord, face aux Turcs Orientaux. Son escouade est attaquée par ces mêmes Turcs qui étaient pourtant vassaux de l'Empire depuis Suí Wéndì (隋文帝). Le jeune Lĭ Shìmín (李世民) (fils de Lĭ Yuan (李淵), gouverneur du Shanxi) s'illustre alors par son initiative au combat. C'est que ce jeune noble, subtilement sinisé par son père profondément confucéen et la vie de cour qu'il lui a permis d'observer, est aussi un brillant jeune lieutenant, frère d'armes des Turcs fédérés ; cela aura son importance par la suite. L'empereur se désintéresse finalement de cette désespérante situation et des seigneurs militaires autonomes émergent aux environs de 614-616. La capitale est prise par des rebelles, et la Cour doit s'enfuir.

### Rébellion de son père le gouverneur Lĭ Yuan

Dans les premiers temps, Lĭ Shìmín 李世民 (Futur Táng Tàizōng 唐太宗) agit sous couvert de son père, le gouverneur insurgé Lĭ Yuan 李淵 (Empereur Táng GāoZǔ 唐高祖 après 618).

En même temps, dans le Shanxi, le puissant administrateur confucéen et général Lĭ Yuan, père de Lĭ Shìmín, continue de surveiller sa frontière nord tout en restant fidèle à l'empereur Suí. Son fils, qui a un peu pris en âge, en expérience et en audace, l'encourage à faire sécession et à se tailler dès à présent la plus grande part possible du royaume : l'Empire s'effondre, les Suí tombent, il faut prendre position.
Pour forcer la main à son père, Lĭ Shìmín lui fait livrer par un eunuque de la cour dont il a fait la connaissance une concubine de Yángdì, que son père accepte ; peu de temps après, il fait remarquer à son père qu'il est de ce fait passible de mort et au ban de l'Empire. Le 20 mai 617, Lĭ Yuan réunit ses fidèles et monte une armée, préservant néanmoins son image de serviteur fidèle du pouvoir en assurant vouloir défendre la dynastie Suí contre les rebelles qui menacent à présent l'Empire.
Lĭ Shìmín obtient 500 soldats d'élite et 2 000 chevaux de ses amis turcs. Sa sœur vend ses bijoux et ses biens pour lui ramener 10 000 soldats. Le soutien de son père et des loyalistes (manipulés?) élève rapidement cette armée à 60 000 hommes. En fait, les nombreuses branches de la famille Lǐ (李) s'emploient à promettre des terres à des immigrés égarés par les guerres, et à sceller des alliances avec des groupes de bandits et rebelles locaux. En quelques mois, cette armée aurait ainsi atteint 200 000 hommes. Lĭ Shìmín, à la tête de l'ensemble, rassure les populations par l'ordre qu'il y maintient.
Lǐ Jìng (李靖) (571-649), un fonctionnaire local, tente de rejoindre l'Empereur pour le prévenir de la machination en cours. Il est dénoncé par la population, favorable à Lĭ Yuan en raison de ses qualités de gouverneur, et menacé d'exécution, mais Lĭ Shìmín, surpris par sa bravoure confucéenne, le laisse libre. Après quelques errements, notamment dans une armée Suí qui pratique le pillage, il rejoint finalement Lĭ Shìmín dont il a pu voir de ses propres yeux le comportement exemplaire vis-à-vis de la population et dont les armées, ordonnées, protègent les citoyens sous ses yeux. Lǐ Jìng, stratège hors pair, s'avèrera une aide décisive.

### Premières offensives Lĭ
En 617 (9日11月), Lĭ Shìmín et ses armées entrent dans la capitale Cháng'ān qui résiste brièvement. Lĭ Yuan nomme empereur Yang Yu, un petit-fils de Yángdì qui, démissionnaire, est considéré comme détrôné. Finalement, Yangdi est assassiné par un général rebelle, Yuwen Huachi. À Luòyáng, un général prétendument fidèle, Wang Shichung, instaure un autre nouvel empereur fantoche. Lĭ Yuan et Lĭ Shìmín s'affirment alors comme protecteurs du jeune empereur Sui face aux généraux manipulateurs, confirmant leur réputation de modèles confucéens. Début 618, Lĭ Shìmín parvient à faire échouer un assaut lancé par le général rebelle Xue Chu, autoproclamé empereur, venu du Gansu (ouest, nord-ouest), mais son père n'est pas encore empereur.
Le 20 mai 618, Lĭ Yuan se fait nommer empereur sous le nom de Táng GāoZǔ (唐高祖) ; le petit empereur fantoche sera exécuté quelques mois plus tard. Il fait de Chang'an sa capitale. La Chang'an des Han devenue inhabitable, il s'agit en fait de la ville voisine de Taixingcheng (大興城) récemment reconstruite sous Sui Wendi afin de satisfaire au besoin d'une dynastie moderne, et considérée comme la nouvelle Chang'an. Devenu empereur, Táng GāoZǔ inaugure l'ère Wude (武德 vertu martiale), la seule que connaîtra son règne. Lĭ Shìmín est fait prince de Qin (秦) alors que Li Jiancheng (李建成), son frère aîné, est nommé prince héritier.

## Règne de Gaozu, début de l'Empire Tang (618-626)

### Prise et occupation du Gansu
Trois mois plus tard (en août 618), le général-empereur Xue Chu relance une campagne pour prendre Cháng'ān, la capitale impériale. Il bat une armée Tang à plate couture, mais arrivé aux portes de la ville, il tombe malade et meurt. Son fils, brouillé avec ses généraux, opte pour le repli.
En novembre, Lĭ Shìmín le poursuit et sabre par surprise son camp. Nombre de ses généraux et soldats désertent pour rejoindre les armées Tang, qui occupent donc le Gansu.

### Prise décisive du Henan et du Hebei
- 617 : Lĭ Shìmín pousse son père Lĭ Yuan (李淵), gouverneur du Shanxi, à se rebeller ; 20 mai 617 : levée des armées.
- 9 novembre 617 : Lĭ Shìmí entre à la capitale Taixingcheng (太興成) près de Chang’an au Shaanxi ; 20 mai 618 : Lĭ Yuan devient l’empereur Tang GāoZu (唐高祖) ; Taixingcheng devient officiellement la nouvelle Cháng'ān.
- 619 : prise totale du Gansu après la défaite de Li Kui (prise partielle en novembre 618 après la victoire sur le fils de l'empereur Xue Chu).
- 621 : victoire de Luoyang, contrôle décisif du Henan, du Hebei et du Shandong.
- fin 621 : victoire sur les Liang, retour du Hubei, Hunan, Jiangxi et Guangdong.

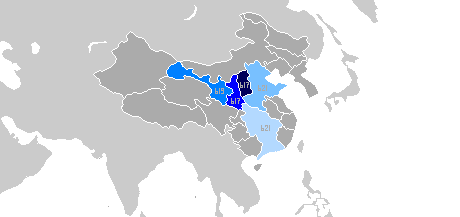
Réunification de l'empire par la famille Lĭ (李), principalement Lĭ Shìmín (李世民) aux dépens des autres prétendants selon les régions actuelles de la République populaire de Chine :
617 : Lĭ Shìmín pousse son père Lĭ Yuan (李淵), gouverneur du Shanxi, à se rebeller ; 20 mai 617 : levée des armées.
9 novembre 617 : Lĭ Shìmí entre à la capitale Taixingcheng (太興成) près de Chang’an au Shaanxi ; 20 mai 618 : Lĭ Yuan devient l’empereur Tang GāoZu (唐高祖) ; Taixingcheng devient officiellement la nouvelle Cháng'ān.
619 : prise totale du Gansu après la défaite de Li Kui (prise partielle en novembre 618 après la victoire sur le fils de l'empereur Xue Chu).
621 : victoire de Luoyang, contrôle décisif du Henan, du Hebei et du Shandong.
fin 621 : victoire sur les Liang, retour du Hubei, Hunan, Jiangxi et Guangdong.
Début 622 le territoire Tang est sans conteste le plus puissant de Chine.

Il reste à stabiliser cet Empire en ébullition. Possédant le Gansu, le Shaanxi et le Shanxi, leur région de départ, les Li contrôlent environ 25 % de la population de l'Empire. Il leur faut à tout prix marcher vers le Hebei et le Henan dans la grande plaine centrale, qui contiennent 50 % de la population chinoise, et peuvent eux seuls fournir les hommes et le grain nécessaires à l'effort de guerre d'un État à ambition impériale.

#### Wang Shichung, Li Mi et le régicide
À l'est, le général « légitimiste » de Luòyáng, Wang Shichong (王世充), avait placé Yang Tong (楊侗), ancien prince de Yue (越王) en position d’héritier légitime des Sui. Il s'allie au cruel Li Mi (李密) – un autre sécessionniste qui pourtant faisait fréquemment le siège de sa ville - chacun pensant y gagner. Ils doivent faire face à une menace venue du Sud, le régicide Yuwen Huachi menaçant la capitale de Li Mi (Liyang). Aidé d'un symbolique petit soutien de Luòyáng, Li Mi repousse le régicide Yuwen Huachi. Mais cette lutte affaiblit considérablement Li Mi et le régicide. Wang, menacé par le prestige acquis par Li Mi, décide de lui fermer les portes de sa ville puis use d'un subtil stratagème. L'un de ses lieutenants étant un sosie de Li Mi, il le fait apparaître en pleine bataille, habillé comme Li Mi, et lui fait donner des contre-ordres aux troupes de Li Mi qui, défait, doit intégrer les troupes Tang. Satisfait de cette victoire, Wang Shichung détrône son petit empereur et s'intronise empereur de la dynastie Zheng (鄭) en avril 619, contrôlant virtuellement le puissant Henan, bien qu’il ne contrôle réellement que les abords de Luoyang.

#### Alliance entre les Zheng et les Xia, contre les Tang
Les armées de Lĭ Jiancheng et Lĭ Shìmín se réunissent et pressurent doucement le Henan, aidées en cela par la cruauté de Wang Shichung que la population fuit : c'est autant de nouveaux soldats possibles pour les Tang. Limité à Luòyáng, Wang Shichung sollicite l'alliance du rebelle Du Jiande (竇建德), qui s’est proclamé empereur des Xia (夏), et contrôle le Hebei et le Shandong côtier ; il venait de faire décapiter le régicide (619), et également de défaire une petite armée Tang à Liyang, dans le Hebei.

#### Bataille de Luòyáng (621)
Les Lĭ assiègent Luòyáng. Lĭ Shìmín part en reconnaissance autour de la ville fortifiée avec 800 cavaliers et se fait encercler par l'armée locale. Un officier opposé le prend en visée, mais Jingde, un ancien opposant turc qu'il a défait et rallié à sa cause le sauve, tandis que le gros de ses troupes intervient enfin.
L'information parvient que les troupes des Xia arrivent du Hebei pour profiter de la situation, et surtout, ne pas donner l'avantage aux Tang. Lĭ Shìmín prend des cavaliers d'élite turcs avec lui, fonce vers le nord durant la nuit, et taillade le camp adverse au petit jour. De retour à Luòyáng, la résistance de la ville faiblit à la vue de l’empereur Xia prisonnier. Quelques jours plus tard, Luòyáng se rend : les deux villes impériales sont désormais en la possession des Tang ; le Henan et le Hebei passent dans leur sphère d'influence, ainsi que le Shandong. Les Tang se retrouvent donc maîtres du nord, et de surcroît avec une réputation favorable de bon gouvernants.
Le cadet de famille qu’est Li Shimin rentre à Cháng'ān comme un César à Rome : couvert d'une armure d'or, le carquois garni de flèches, l'arc sur le dos, l'épée à la main sur son cheval favori. Les chefs faits prisonniers marchent soumis à ses côtés.

### Guerre de pacification
L'avantage militaire est ainsi clairement passé aux Tang. Les deux armées principales du Nord sont soumises, leur territoire est relativement stable du fait de leur réputation, et ils sont désormais en possession du cœur humain et productif de la Chine. Ils sont les seuls à pouvoir prétendre à une ambition impériale.
Des rebelles continuent à agiter certaines régions chinoises, comme Xiao Xian (蕭銑), héritier des Liang occidentaux (西梁) absorbés par les Sui et alliés de la famille impériale de cette dynastie. Mais il est défait fin 621 : le Hubei, le Hunan, le Jiangxi et le Guangdong passent aux Tang.

### Menace des Turcs Orientaux
En 624, le Khan des Turcs Orientaux (東突厥 tūjué, Göktürks) s'annonce aux portes de la ville impériale de Cháng'ān. L'Empereur et la Cour veulent évacuer la ville. Utilisant sa réputation et sa connaissance des barbares, Lĭ Shìmín et une petite troupe foncent vers eux. Lĭ Shìmín les harangue, rappelle à certains chefs qu'ils ont combattu ensemble, et défie carrément leur chef en duel :
« La dynastie Tang ne doit rien aux Turcs. Pourquoi envahissez-vous nos États ? Me voici prêt à me mesurer à votre Khan ! »
Les Turcs se concertent puis se replient. Lĭ Shìmín donne alors l'ordre de préparer armes et chevaux. La nuit, ils rejoignent le camp turc et le sabrent. Le Khan supplie pour obtenir la paix et se retire honteusement en Mongolie extérieure.

## Concurrences princières
Les Guerres de Pacification quasiment terminées, l'ambiance de la cour se voit de plus en plus menacée par la concurrence entre les héritiers, Li Jiancheng (zh) (李建成) et Li Yuanji (李元吉) d’un côté contre Lĭ Shìmín de l'autre.

### Deux fils et généraux brillants
Li Jiancheng (zh) (李建成，589 — 626), fils aîné de Li Yuan, devenu prince héritier avec l'établissement des Tang (618), est un général brillant. Deux discours existent sur sa personne. L'histoire officielle plus tardive décrit ce prince comme passionné de grandes chasses, fourbe et sadique sur le champ de bataille, rude, sauvage, et un gros buveur à la Cour, mais ces sources ('Veritable Records') sont reconnues depuis longtemps comme au moins partiellement biaisées,. Un autre discours le montre comme un général tout aussi brillant que Li Shimin, dont les accomplissement positifs semblent avoir été minorés par l'histoire officielle. Longtemps chargé de la difficile mission de contenir les terribles Turcs, sur le front nord, Li Jiancheng n'a pas pu obtenir de victoires triomphales.
Li Yuanji (zh) (李元吉，603 — 626) － autre fils princier de l'Empereur Gaozu, il se rapproche de Li Jiancheng, et le soutient contre Li Shimin.
Li Shimin (李世民 v. 600 — 649), second fils de l'Empereur Gaozu, général brillant, favorisé par l'histoire officielle postérieure, est dans les années 620 auréolé des victoires de Luoyang sur Du Jiande (竇建德) et Wang Shichong (王世充), en 621. À la suite de ce triomphe, l'Empereur Gaozu élève le rang de noblesse de Li Shimin au-dessus de tous les autres nobles de l'Empire, et le place à la tête de l'administration civile et militaire de la plaine est, le Hebei et le Shandong, qu'il pacifie, intègre ou soumet rapidement (621),. À son quartier général à Luoyang et grâce à une habile politique de pardon-intégration des rebelles, il s'entoure de l'élite stratégique, militaire, et administrative de la populeuse plaine est. En 621, il crée également un think tank , son Collège d'Études Littéraires (Wenxue Guan 文學館), un bastion de 18 grands érudits lui servant de conseillers, de taille équivalant à celui d'un Empereur.
Aussi, à partir de 621, Li Jiancheng, héritier et général puissant, et Li Shimin, second fils et général adulé et ambitieux, sont en concurrence directe pour la succession impériale. Les enjeux sont tels, que chacun craint finalement pour sa vie, transformant lentement la concurrence en une lutte à mort. Li Jiancheng s'arrange pour éparpiller les proches collaborateurs de Li Shimin à travers l'Empire, en leur obtenant des affectations lointaines. Avec Li Yuanji, ils encouragent des partisans à la cour de Chang'an, qui tentent d'influencer l'opinion de l'empereur. Li Jiancheng augmente son influence militaire à Chang'an. En fait, Li Jiancheng domine la cour et la capitale Chang'an, tandis que Li Shimin renforce son influence dans l'ouest, à Luoyang, avec un soutien fort de l'armée et des fonctionnaires de la région.

### Suspicions et renforcements respectifs
Selon la version officielle, en 624, alors que l'empereur Gaozu est dans sa résidence d'été et que Chang'an est confiée à Li Jiancheng, on découvre que Yang Wengan, un ancien garde de Li Jiancheng devenu commandant dans le Gansu, lève des troupes sans autorisation. Sans qu'un lien clair soit prouvé, Li Jiancheng et Yang Wengan sont convoqués devant l'empereur. L'héritier implore le pardon, ce qui peut-être une simple forme de politesse confucéenne n'impliquant pas de culpabilité, tandis que Yang Wengan se rebelle. En raison de soupçons, plusieurs conseillers et fonctionnaires sont écartés, notamment dans l'entourage du prince héritier. L'empereur aurait alors promis le titre d'héritier à Li Shimin, et une armée sous le commandement de Li Shimin est envoyée pour casser la révolte. Aussitôt arrivés, les subordonnés de Yang Wengan l'exécutent et se soumettent. Finalement, Li Jiancheng est pardonné et reste clairement l'héritier, ce qui incite à croire que son lien avec le rebelle n'était pas reconnu à l'époque, et est une construction postérieure.
L'empereur Gaozu tente d'apaiser les tensions, mais il est pris au milieu d'une guerre de manipulations, d’accusations et de calculs, de jeux d'influence et de mensonges dont il est difficile d'extraire le factuel de la calomnie. Vers 626, Li Jiancheng semble prendre le dessus à Chang'an et à la Cour, ses troupes basées à Chang'an se renforcent visiblement avec la bénédiction tacite de l'Empereur, et Li Shimin s'inquiète de ce changement et de la dispersion de son personnel proche. L'empereur semble à présent clairement hostile à Li Shimin, lui affirmant : « Le Mandat céleste vient naturellement, et ne peut être pris ni par l'intelligence, ni par la force. Comment cherches-tu désespérément à te l'octroyer ! ». L'état-major de Li Shimin est lentement dépouillé de ses éléments importants sur ordre de l'empereur : Fang Xuanling et Du Ruhui, deux conseillers clefs, sont retirés de son service, et Yuchi Jingde, garde le plus proche de Li Shimin, échappe de peu à une exécution sommaire.
Jusqu'à présent, l'affaire tentait surtout de réduire Li Shimin au rang de simple commandant militaire. Mais lorsqu'en 626 les Turcs orientaux attaquent à nouveau, Li Yuanji demande de marcher contre eux avec sous ses ordres bon nombre de généraux et de troupes d'élite de Li Shimin, tout en courtisant par des pots-de-vin les hommes au service de Li Shimin, afin de diminuer ou renverser leur allégeance, et selon un espion de Li Shimin, en organisant l'assassinat de Li Shimin.

## Coup de la porte Xuanwu (2 juillet 626)
Aussi Li Shimin s'organise, convoque secrètement Fang Xuanling et Du Ruhui, et élabore un plan d'attaque à la porte Xuanwu, la porte nord de la cité de Chang'an, donnant directement sur le palais impérial, dont le responsable est de leur côté. Li Shimin accuse alors ses frères d'avoir des relations avec des concubines du harem impérial, un crime passible de mort. Une enquête est ordonnée. Le lendemain, dès l'aube, Li Jiancheng et Li Yuanji annulent leurs journées et chevauchent vers le palais pour se défendre eux-mêmes de ces accusations. Mais Li Shimin et douze de ses plus fidèles et puissants lieutenants sont postés en embuscade. Lorsque l'héritier arrive à la porte Xuanwu, Li Shimin lui décoche une flèche, qui le tue. Puis, alors qu’il poursuit Li Yuanji, il tombe de son cheval et c'est Yuchi Jingde (尉遲敬德), le turc rallié, qui le sauve à nouveau en décapitant son frère. À la vue des deux têtes décapitées et portées à bout de bras, les gardes impériaux n'osent plus bouger. Li Shimin est désormais le maître de la ville. Le Coup de la porte Xuanwu (玄武門之變) est réussi.
Il reste à légitimer et légaliser l'action devant l'empereur, qui était plutôt en faveur de Li Jiancheng, et qui était en train de naviguer paisiblement en barque sur un bassin du palais. Yuchi Jingde, sans doute encore couvert de sang, se rend en armes devant l'empereur et annonce sans détour la mort des deux princes. L'empereur Gaozu s'effondre, puis exige, une enquête sévère. Un courtisan lui rappelle discrètement :
« Il n'y a pas d'enquête à faire... De quelque manière que la chose se soit passée, vos deux fils sont coupables et Li Shimin est innocent,. »
Se joue ensuite une valse de politesses selon l'étiquette chinoise. Li Shimin s'affiche devant son père, le suppliant de lui pardonner. Son père, pleurant, le rassure, et le remercie même d'avoir sauvé la famille et la lignée. Li Shimin est pardonné puisqu'il n'a fait que se défendre. Le fait est qu'il est à présent le maître militaire de la capitale et de l'empire, aucune autre vérité ne peut émerger.
Trois jours plus tard, le prince de Qin est officiellement fait prince héritier, et prend officiellement le contrôle de l'administration impériale. Deux mois après, l'empereur Gaozu abdique, mais l'assemblée des puissants lui demande de rester : il refuse. Li Shimin refuse le trône, et, en larmes, redemande à son père de rester empereur,. Gaozu ordonne alors à Li Shimin d'accepter le trône, qui, en bon sujet de son père et de son empereur, Li Shimin accepte. Il est intronisé empereur des Tang le 4 septembre 626 sous le nom de Tang Taizong (唐太宗 Táng Tàizōng). Plus que du titre impérial, le nouvel empereur hérite d'un empire géographiquement largement unifié, d'une administration déjà structurée, et surtout, d'une société largement pacifiée et ralliée par l'audacieuse politique de pardon-intégration qu'a mise en place l'empereur Gaozu durant ses huit années de règne.

## Taizong, empereur conquérant
Taizong prend ensuite en main la stabilisation des royaumes extérieurs, en lançant d'abord ses armées à l'assaut du khanat des Turcs orientaux.

### Les Turcs orientaux (626-630)
Après l'effondrement Sui, les Turcs orientaux (東突厥 tūjué, ou Göktürks) représentent la puissante dominante d'Asie orientale. De nombreux rebelles cherchent leur soutien, comme le clan Li, avec plus ou moins de succès. Le clan Li devenant la famille impériale Tang et forgeant doucement un empire, Tang et Turcs orientaux sont désormais des concurrents directs pour la domination de la région nord de la Chine. L'empereur Gaozu avait déjà entamé une diplomatie intitulée « Diviser [les barbares limitrophes] pour mieux régner [dans l'Empire chinois] », ce qui avait entraîné un début de dislocation ainsi que certaines expéditions punitives du Grand Khan pour signifier son mécontentement, telle celle de 624. Taizong devenu empereur, les Turcs continuent de maintenir une pression sur la jeune dynastie Tang.

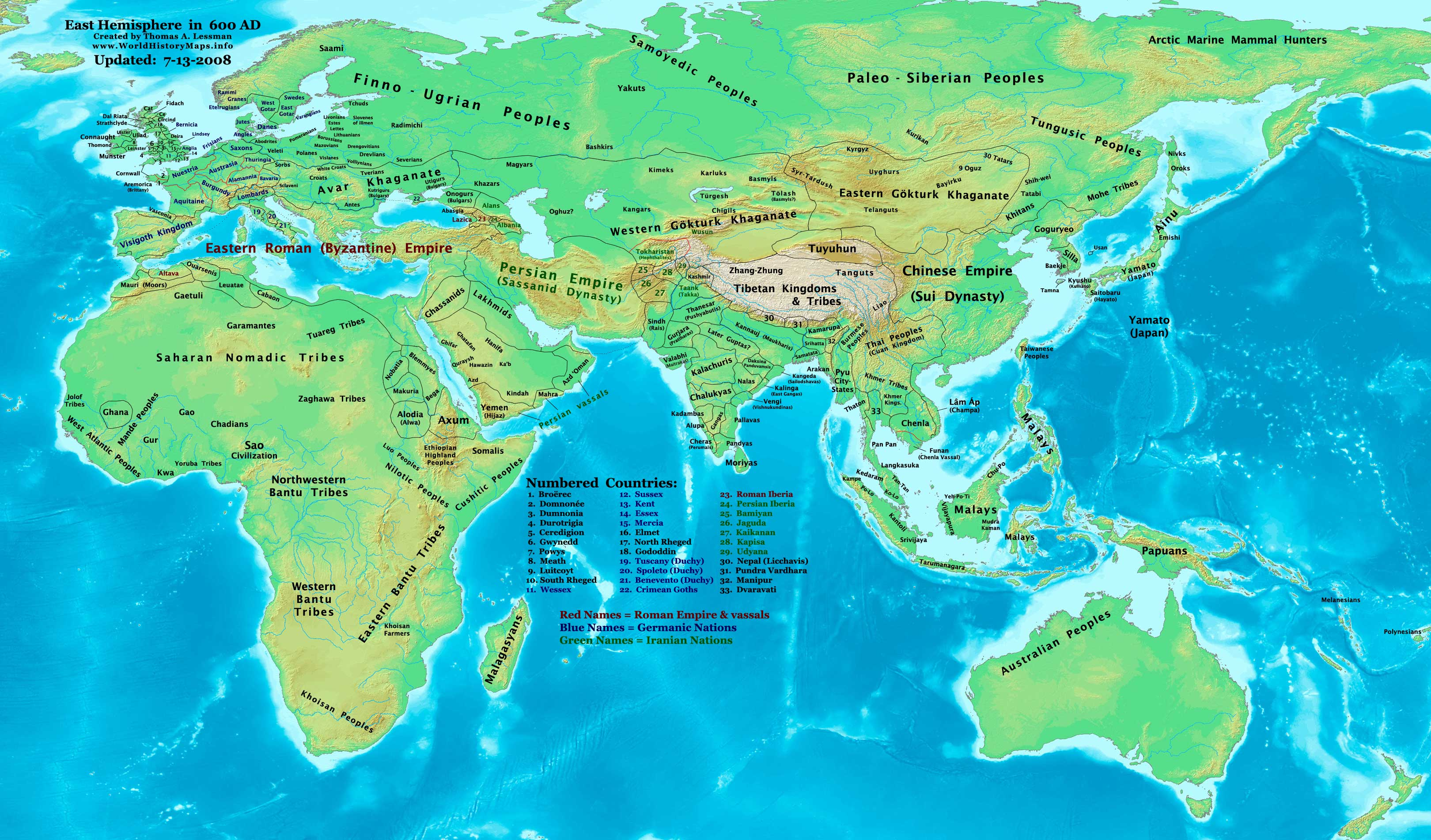
Territoires turcs vers 600. L'influence des Turcs orientaux ronge le nord de la Chine lors de la guerre civile (613-626). Mais en 627, les Turcs orientaux perdent le plateau mongol au profit des rebelles Xueyantuo et Huihe, tandis que les Turcs occidentaux se relèvent, et rongent vers les territoires au nord du bassin du Tarim.

#### Coup de force de 626
Informés par le dernier rebelle, Liang Shidu (boucle du fleuve Jaune, nord du Shaanxi), les Turcs souhaitent profiter des tensions internes à la suite du coup de la porte Xuanwu pour rançonner les Tang, et progresser au mieux dans la région. Xieli Kakhan (r. 620-630) et son neveu Tuli Kakhan combinent leurs troupes et guident une armée de 100 000 Turcs dans la région du Sha'anxi, tandis que le commandant chinois de Jingzhou (涇州), probablement défavorable à Taizong, laisse ces troupes étrangères descendre rapidement vers Chang'an. Si l'on en croit les sources officielles, alors que la cour Tang tremble, le courageux empereur fonce vers l'armée turque, isole subtilement le Kakhan du gros de ses troupes dans les environs de la rivière Wei, et impose des conditions favorables de retrait turc, traité juré devant les dieux. Mais certains passages laissent plutôt entendre qu'il doit vider le maigre trésor impérial, et tout donner aux Turcs afin qu'il n'aient aucun intérêt à avancer davantage : le siège de Chang'an devenant sans intérêt,,.

#### Diviser les Turcs
Depuis longtemps, les Tang tentent de diviser les Turcs orientaux. En 627, les Xueyantuo, Huihe (Ouïghours), et Bayegu (拔野谷) se rebellent contre le Kakhan Xieli (＝Ashina Duobi). Xieli envoie un neveu contre les Huihe, et plusieurs généraux contre les Xueyantuo. Tous sont défaits, respectivement par les troupes Huihe de Pusa, et les troupes Xueyantuo de Yi'nan. Les Turcs orientaux vivent plusieurs crises politiques de concert : la construction étatique fait appel à une administration sogdienne, qui encourage à une sédentarisation afin de rendre l'empire plus stable, et cette sédentarisation révolte la noblesse nomade la plus traditionnelle ; climatiquement, l'hiver 627-628 recouvre la steppe mongole d'une épaisse couche de neige, les vivres pourrissent massivement, provoquant une famine, et affaiblissant les peuples nomades ; militairement, les tensions augmentent entre Xieli, le Kakhan et son puissant neveu Tuli : lorsque Tuli ne parvient pas à mater la révolte, Xieli le fait enfermer.
Tuli est relâché, mais semble attendre la bonne occasion pour renverser son oncle qui anticipe et l'attaque. Aussi, en 628, les tribus de la confédération Chile, dont les Xueyantuo sont la plus puissante, offrent à Yi'nan le titre de Kakhan. C'est un cinglant revers pour Xieli, mais Yi'nan, conscient du rapport de force encore incertain, n'accepte pas. Tuli demande l'assistance des armées de Taizong, mais celui-ci se maintient une approche de wait and see, espérant l'explosion du khanat des Turcs orientaux en de multiples confédérations rivales. Début 628, Taizong défait Liang Shidu, le dernier rebelle chinois, tué par un subordonné lorsque les troupes Tang détruisent son camp et reconnaissent comme maître des steppes un chef des nomades rebelles, Bilge Kaghan (毗伽可汗, ou Bilga Kakhan), soutien chinois qui encourage d'autres tribus à se soumettre au camp rebelle, affaiblissant d'autant Xieli. En 629, Xieli est contraint de se déclarer vassal des Tang. Taizong ignore le geste et envoie Li Jing et Li Shiji, avec une armée turco-chinoise de 100 000 hommes, à l'assaut du Kakhan Turc de Xieli. Plusieurs batailles s'ensuivent. En Mongolie intérieure, près de Guishui, Li Jing et 3 000 cavaliers sabrent de nuit le camp de Xieli qui doit s'enfuir. En Mongolie extérieure, dans l'Orkhon, puis Kerulen, Xieli est de nouveau défait. Ridiculisé, ayant fui chez un vassal, Xieli est capturé et offert à l'armée Tang, tandis que le vassal se soumet (630). Xieli passe le reste de sa vie à Chang'an, dans une prison-palais. L'ensemble des territoires des Turcs orientaux, défaits, est désormais vassal des Tang.
Accueillant Li Jing qui venait de soumettre le Khanat oriental et ses vassaux, l'empereur Taizong aurait dit :
« L'Empereur Han Wudi (汉武帝) a envoyé le grand général Li Guang avec 8 000 hommes pour pacifier les Xiongnu (Huns), et malgré leur courage et leur victoire sur 10 000 d'entre eux, ils durent se rendre. Je vous ai envoyé en éclaireur chez les Turcs Orientaux avec 3 000 cavaliers, non seulement vous revenez en ayant éliminé une armée et une menace forte de 200 000 hommes, mais vous soumettez également leurs territoires à l'Empire. De tels généraux sont rares dans l'Histoire. »

#### Assimilation et relocalisation des Turcs soumis
Au printemps 630, l'Empereur Taizong reçoit les représentants des nomades du nord qui le font Khagan Céleste (天可汗, tiān kèhán, en vieux turc : 𐱅𐰭𐰼𐰃𐰴𐰍𐰣 trans. Tengri Qaghan), impliquant une suzeraineté complète et le droit d'arbitrer les disputes internes. Les chefs turcs les plus loyaux se voient aussi attribuer des titres chinois. À la cour, le débat sur l'intégration (ou non) des Turcs à l'empire a lieu, l'Empereur y est favorable, des confucéens considèrent les Turcs comme trop sauvages, incapables et ne méritant pas d'intégrer la civilisation chinoise. L'Empereur impose finalement l'intégration, déplaçant les Turcs de leurs territoires vers les territoires chinois, en distribuant 100 000 au sud du Shaanxi actuel (sud de la boucle du fleuve Jaune) et 10 000 vers Chang'an, dans le but de leur inculquer le mode de vie sédentaire et agricole chinois.

#### Une nouvelle armée de cavaliers
Avec la soumission de leur principale tribu en 630, c'est une destruction durable du khanat des Turcs Orientaux qui est accomplie, et toute une série de petites tribus ou confédération de tribus du nord deviennent vassales de l'Empire Tang, offrant chaque année un tribut à l'Empire de Chine et à la dynastie des Tang. Plus important, la soumission de ces tribus rebelles et de la tribu principale implique la mise à disposition de troupes, récemment désunies et donc facilement vaincues, mais composées de guerriers-cavaliers extrêmement expérimentés et brillants. Les cavaliers turcs, avec leur culte du cheval et de la guerre, sont des "cœurs de bêtes dans des corps d'hommes", des nomades ayant la culture de la razzia, la steppe dans le sang, et les grandes chevauchés militaires dans la peau. Mis dans les mains d'un Empereur guerrier qu'est Taizong, en complément de la multitude des paysans-fantassins chinois, soutenus par l'intendance des fonctionnaires tang, assistant les troupes terrestres chinoises et guidés par des généraux et stratèges han brillants, ces cavaliers turcs et cette nouvelle armée turco-chinoise vont déferler sur l'Asie centrale, les marges tibétaines, la péninsule coréenne. Les victoires tang de ces années Taizong-Gaozong sont, largement, des victoires de la cavalerie barbare, alliées à l'organisation et à la géostratégie chinoise. En somme, les victoires Tang de ces années sont largement des victoires turco-han.

### Les Xueyantuo (641-646)

#### Nouvelle puissance des steppes, vassal des Tang
Mais les nouveaux maîtres des steppes mongoles, les Xueyantuo du Kakhan Yi'nan, ne l'entendent pas ainsi. Craignant une réorganisation et un retour des Turcs, Yi'nan, contre les ordres répétés de l'Empereur, fait la chasse aux Turcs. Originaire du nord du Xinjiang actuel, révolté avec d'autres tribus contre les Turcs orientaux en 627, après la relocalisation des Turcs, il domine les anciens territoires Turcs, de l'Ordos à la rivière Orkhon. Yi'nan confirme fidèlement sa vassalité au Tang. En 639, lorsque la campagne contre l'Oasis de Gaochang se prépare, Yi'nan propose son assistance militaire, mais la rapide victoire turco-chinoise de Hou Junji (en) ne semble pas intégrer de troupe xueyantuo.

#### Crainte d'un retour turc
En 639, un chef turc avec 40 hommes tente d'assassiner Taizong ; l'Empereur nomme un nouveau Kakhan turc, Ashina Simo, et décide de repousser les Turcs hors de l'Empire, afin de créer un État tampon contre les Xueyantuo agités. Cette vision terrifie les Xueyantuo. Yi'nan accepte d'abord, mais lorsqu'en 641, les Turcs marchent en direction du nord et s'installent dans les environs de Dingxiang (定襄, actuel Hohhot, en Mongolie intérieure), Yi'nan lance ses troupes, renvoyant les Turcs en territoires Tang. Ashina Simo se barricade à Souzhou (朔州 shuozhou, Shanxi) tandis que Li Shiji dirige rapidement une armée contre les Xueyantuo. Yi'nan, soucieux de préserver de bonnes relations avec l'Empereur Tang, envoie une mission qui réaffirme sa vassalité et propose une paix blanche, mais les armées xueyantuo légèrement défaites et ayant fui, Taizong renvoie le représentant avec de longues remontrances et en reste finalement là.
En 642, Yi'nan courtise les faveurs de l'Empereur et demande une princesse en mariage, tandis que l'Empereur s'inquiète du sort de Qibi Heli, un chef Qibi rallié, devenu général Tang, fait prisonnier, et qui se coupa l'oreille plutôt que de devenir vassal des Xueyantuo. Le mariage est accordé, le général est libéré. Finalement, Taizong cherche un stratagème pour faire annuler le mariage. Il demande à Yi'nan de venir en territoire Tang le rencontrer ainsi que la princesse, mais contre toute attente, Yi'nan accepte. Taizong dénonce alors l'accord sur le fait que la dot de 50 000 chevaux, 10 000 vaches et 100 000 chèvres, encore en train de converger, n'a pas été remise à temps. Face aux critiques confucéennes, Taizong argumente qu'un tel mariage renforcerait les Xueyantuo au point de leur permettre d'unifier les steppes, et est donc à exclure. Le mariage est annulé. Yi'nan continue à faire la chasse aux Turcs, et lorsqu'un émissaire Tang s'insurge « Comment osez-vous vous opposer aux édits impériaux !? », Yi'nan répond :
« Le peuple Turc est fourbe et ne doit pas être cru. Avant leur effondrement, ils envahissaient la Chine chaque année et ont tué par milliers. Je pensais que l'Empereur, après les avoir vaincus, en ferait ses esclaves et les offrirait au peuple Tang. Au lieu de cela, l'Empereur les traite comme ses fils et montre tant de générosité à leur égard. En dépit de ceci, Ashina Jiesheshuai (阿史那。結社率) s'est révolté [note : il a tenté d'assassiner l'Empereur]. Ils semblent humains, mais leurs cœurs sont ceux de bêtes, et ne doivent pas être traités comme des humains. J'ai tant reçu de l'Empereur, et si peu à lui offrir. Je veux détruire les Turcs pour la Chine. »
Une nouvelle tentative est faite en 644, mais les troupes turques, encore indécises, s'enfuient à la vue de l'armée des Xueyantuo. Lorsque l'émissaire xueyantuo arrive, il est sèchement renvoyé par Taizong qui lui lance : « Repars et dit à ton Khan : mon fils et moi allons attaquer Gogureyo. S'il pense pouvoir profiter de cette absence : qu'il vienne ! » Yi'nan, inquiet de sa situation face à la Chine, propose d'assister les troupes Tang, mais l'Empereur décline la proposition. À l'été 645, lorsque les troupes tang sont occupées et relativement isolées à Anshi, le dictateur de Gogureyo l'encourage à attaquer les Tang, Yi'nan refuse. Mais la mort de Yi'nan, en 645, place une faction plus agressive à la tête des Xueyantuo.

#### Bazhuo et les derniers souffles Xueyantuo
Après une lutte de succession (645), Bazhuo (拔灼 (zh)), hostile aux Tang, devient Kakhan des Xueyantuo, et profite de la campagne Tang dans la péninsule coréenne (été 645) pour attaquer au nord. Mais les stratèges Tang, anticipant la menace, ont renforcé les contingents présents dans la préfecture de Xia (夏州，actuel Yulin, Shaanxi) par un puissant et expérimenté contingent turco-han, mené par les généraux Zhisi Shili (執失思力 (zh)) et Tian Renhui (田仁會). Ils attirent les troupes de Bazhuo vers cette place forte, et Bazhuo, défait (Bataille de Xiazhou, 645), doit se replier, revenant plus tard sans succès. Début 646, la mobilisation est ordonnée, et des généraux majeurs de l'Empire tels Li Daozong (Li Daozong (en)), Ashina She'er, etc sont envoyés en renfort. Aussi, Bazhuo, informé de la mobilisation chinoise, annule son attaque.
Dans le même temps, pour renforcer rapidement son pouvoir, Bazhuo limoge les conseillers expérimentés de son père, nomme des proches, et anéantit toute opposition interne, pratiques excessives augmentant les mécontentements. Au printemps 646, les généraux chinois lancent une contre-attaque, défaisant Bazhuo et le forçant à fuir, discréditant largement la confédération Xueyantuo. Les vassaux Huihe (Ouïghours), Pugu (僕骨 (zh)), et Tongluo (同羅 (zh)) se rebellent, et infligent une lourde défaite à Bazhuo. Les généraux Tang en profitent pour lancer une campagne majeure. Bazhuo, défait, s'enfuit chez un vassal fidèle, son camp est pris d'assaut par les Huihe qui extermine tout membre Xueyantuo, remplaçant ainsi les Xueyantuo comme tribu dominante des steppes.
Bazhuo tué, les restes Xueyantuo tentent de reconstituer une tribu puissante, mais le projet n'est ni du goût des autres tribus nomades, ni du goût des Tang. Li Shiji est envoyé pour accepter une reddition complète ou détruire ces restes Xueyantuo, après quelques escarmouches, le nouveau Kakhan Xueyantuo lui-même se rend. L'extermination ou la capture des réfractaires met fin à l'Histoire des Xueyantuo.

### Les Tuyuhuns du Kokonor (635)
Les Tuyuhuns du VIIe siècle sont un peuple tibéto-xianbei installé autour du lac Kokonor (actuelle province du Qinghai), au nord-est du plateau du Tibet. Lors de la phase de réunification de la plaine chinoise sous la tutelle Tang, les Tuyuhuns s'allient aux Tang contre le rebelle Li Gui (李軌, ?-619), qu'ils défont ensemble, pacifiant ainsi la province actuelle du Gansu à leur profit (619). C'est le début d'une relation pacifique entre Tuyuhuns et Tang, les Tuyuhuns apportant régulièrement le tribut aux Tang.

#### Agitations Tuyuhun et répression Tang
En 634 cependant, la troupe Tuyuhun, venue présenter le tribut à Chang'an au nom de Fuyun, profite de son trajet de retour pour piller quelques villes chinoises, dans la préfecture de Shan (鄯州), actuelle Préfecture de Haidong (海东地区). Taizong exige des explications et la venue de Murong Fuyun en personne, qui refuse. Lorsque Taizong, agacé, annule la promesse d'une princesse Tang en mariage à son fils, Murong Fuyun lance une offensive contre les territoires chinois. Taizong planifie une expédition punitive d'envergure, qu'il monte sous le commandement de Li Jing, suppléé par Hou Junji, Li Daozong, Li Daliang (李大亮), Li Daoyan (李道彦 / 李道彥), et Gao Zengsheng (高甑生), et un ensemble de troupes chinoises, Tujue, et Qibi.
L'expédition part début 635, mais après quelques succès (Li Daozong), Murong Fuyun applique une tactique d'évitement, brûlant les vivres et les stocks lors de son repli, évitant les grands engagements, tentant des embuscades. Les conseillers de Li Jing recommandent un repli vers Chang'an, espérant que le souvenir de cette expédition calme pour un temps l'audace Tuyuhun. Hou Junji a une vision différente : c'est pour lui le moment d'attaquer et d'en finir avec Murong Fuyun, ce à quoi Li Jing acquiesce. Deux groupes sont créés : le premier, mené par Li Jing, continue son avancée vers l'ouest par une route nord, tandis que le second groupe avance plus au sud. Les deux ensembles continuent d'avancer victorieusement, tandis que le Kaghan Tuyuhun s'enfuit au fur et à mesure de l'avancée. Lorsque son lieu de campement est finalement localisé (près des sources du Fleuve Jaune), il mène là encore une attaque surprise pour détruire le camp du Kaghan : de nombreux nobles Tuyuhuns sont faits prisonniers, plusieurs centaines de milliers de têtes de bétails (chèvres, chevaux...) sont prises, tandis que Murong Fuyun parvient de justesse à s'enfuir.

#### Instabilité monarchique
Les Tuyuhuns sont sévèrement défaits, ce qui pose la question de la gestion de ce nouvel ensemble soumis de fait. Murong Fuyun est peu après assassiné par un subordonné (ou se suicide pour éviter de l'être, selon les sources). La puissance chinoise voit en son fils sinisé Murong Shun le successeur parfait : Murong Shun, fils de Murong Fuyun, a passé sa jeunesse comme otage et étudiant à la capitale Sui après la victorieuse expédition chinoise de 608 contre son père. Tang Gaozu, reprenant la capitale (v. 619), lui permet de retourner parmi les siens. Les troupes chinoises l'aident à évincer des cadets qui — lors de son absence — avaient gravi les échelons pour devenir prioritaires dans l'ordre de succession. Il apparaît vite que, si Murong Shun est apprécié des Chinois, il ne l'est visiblement pas des nobles Tuyuhuns, qui lui reprochent ses manières étrangères (il est trop sinisé). Un coup d'État est organisé dans l'année et Murong Shun est assassiné (fin 635).

#### Menace Tufan
Les années suivantes restent instables sous la direction du jeune Murong Nuohebo (en), et les Chinois doivent fréquemment lui envoyer des troupes de soutien pour réduire des factions hostiles, et sauver son pouvoir vacillant. La Chine n'a visiblement pas compris que l'instabilité à la cour Tuyuhun est le fait de la pression croissante que le nouveau et agressif royaume Tufan, venant du plateau tibétain, augmente. Ce royaume Tufan, profitant de l'affaiblissement des Tuyuhuns après 635, rogne leurs possessions ouest et sud-ouest, pillant, saisissant des troupeaux, et absorbant les anciens vassaux Tuyuhuns, réduisant d'autant les forces Tuyuhuns. La noblesse Tuyuhuns de ces régions, alors désespérée, tente le tout pour le tout dans un sursaut Tuyuhun anti-Tufan, pourquoi pas avec l'aide chinoise : le principal est d'agir. Le Kaghan Tuyuhun a d'ailleurs obtenu en mariage une princesse Tang, et lorsque le roi Tufan demande habilement de même (638), il semble que l'ambassade Tuyuhun — craignant à juste titre l'encerclement et donc la disparition de son État — se soit opposé au projet, et l'ait fait échouer.
C'est en tout cas la vision de Songtsen, le roi tibétain. Songtsen lance ses 100 à 200 000 guerriers à l'assaut des territoires Tuyuhuns qu'il conquiert facilement (vu l'affaiblissement récent de ces derniers), fait le siège devant la préfecture chinoise de Song (松州), actuel Xian de Songpan (松潘县), Préfecture autonome tibétaine et qiang d'Aba (阿坝藏族羌族自治州, au nord du Sichuan), tout en envoyant une mission pour négocier et faire entendre sa version des faits à Chang'an. Taizong exige un repli tibétain, et l'impose par l'envoi d'une armée sous le commandement direct de Niu Jinda (牛进达 / 牛進達) (lui-même subordonné à Hou Junji) : les Tibétains défaits se replient. Mais le coup est terrible pour les Tuyuhuns qui — défaits en 635 par les Chinois, défaits en 638 par les Tibétains — n'ont plus aucune crédibilité aux yeux de leurs derniers vassaux qui se rebellent et se soumettent rapidement aux premiers ou aux seconds, tandis que les forces militaires Tuyuhuns sont anéanties dans l'un ou l'autre des deux conflits.

#### Errances et disparition

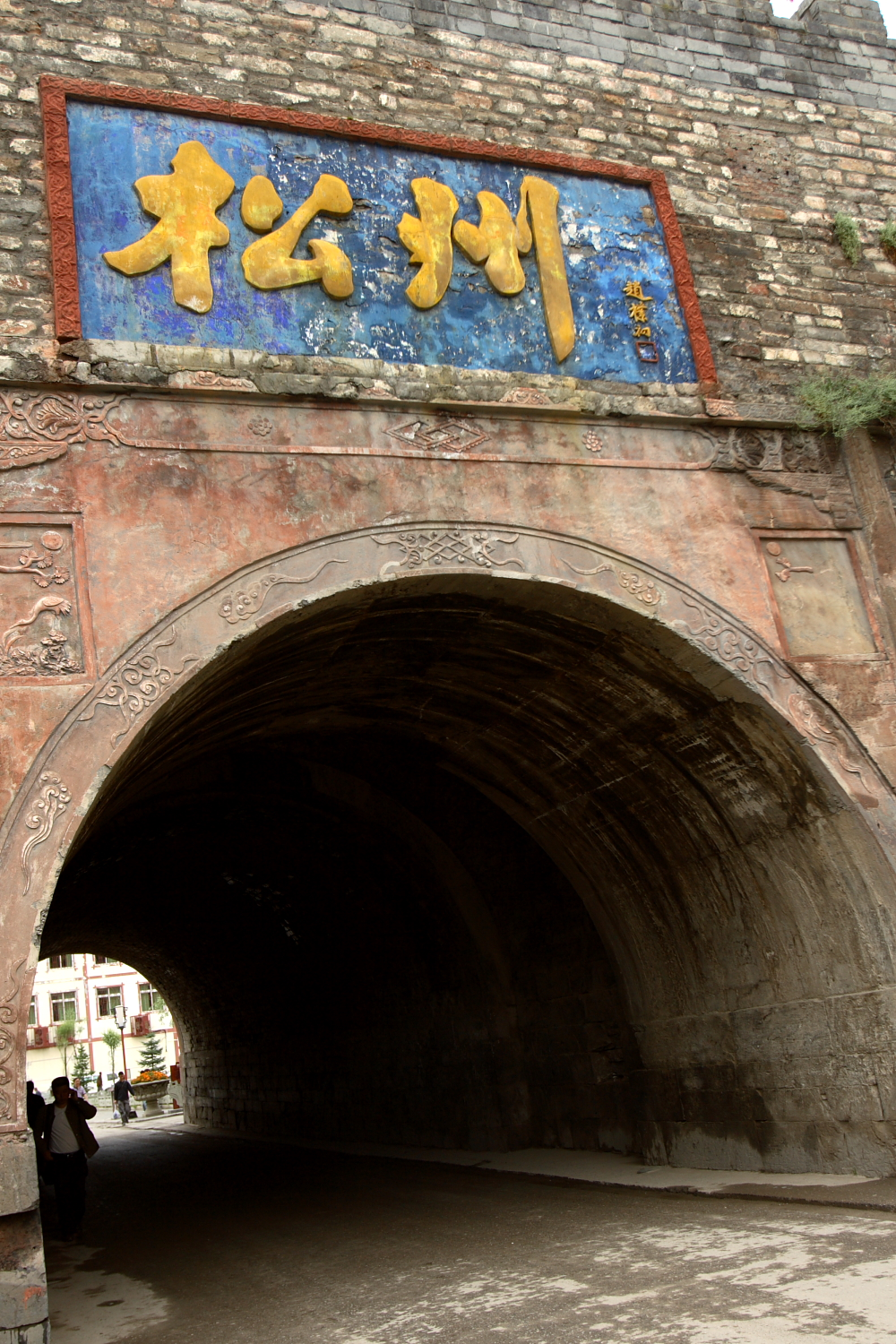
Porte de Songzhou, du côté de la frontière tibétaine

Le pouvoir de Murong Nuohebo reste fragile, et le pouvoir chinois doit intervenir à nouveau en 641 pour éviter de justesse un coup d'État par le chancelier Tuyuhun même (Murong Nuohebo avait fui ses propres territoires, par peur).
Cette année-là, la Princesse Wencheng est offerte en mariage au roi du Tibet en signe de paix. La paix est signée entre l'Empire du Tibet et l'Empire Tang à Songzhou.
Le chancelier (le prince de Xuan) et ses deux puissants frères sont tués par l'expédition chinoise de Xi Junmai (席君买 / 席君買), affaiblissant encore la puissance militaire Tuyuhun, mais le Murong Nuohebo établit définitivement son pouvoir.
Les années post-641 sont peu décrites, et pour cause : les Tuyuhuns ne peuvent plus menacer les territoires chinois, les Chinois leur sont encore une aide vitale, tandis que les tibétains ont établi un accord en 638-641 avec les Chinois, qu'ils respectent selon la volonté de Songtsen Gampo (?-649).
Les Tuyuhuns réapparaissent dans les sources chinoises plus tard, vers 660, lorsque le nouveau roi tibétain abandonne la modération de son père pour attaquer à nouveau les Tuyuhuns. Tibétains et Tuyuhuns demandent respectivement l'arbitrage chinois en leur faveur, mais ce dernier est refusé par la cour chinoise qui laisse de ce fait les Tuyuhuns se faire anéantir. Murong Nuohebo — couvert par l'empereur Gaozong de titres honorifiques — doit ramener les restes de son peuple en territoire chinois, en adoptant un mode de vie purement agricole. L'état tampon des Tuyuhuns n'est plus, l'Empire Tang va devoir affronter durant deux siècles « l'empire tibétain » à ses frontières.

### Le plateau tibétain (638-641)

#### Une puissance naissante
Le plateau tibétain des années 590-600 est une mosaïque de clans et d'ethnies relativement isolés. Dans les années 600, 610, et 620, l'énergique Namri Songtsen (?-630?) de la tribu des Yarlung, originaire de la vallée du Yarlung (sud-est de l'actuelle Lhassa), soumet Lhassa et sa région>, puis sous celle de son fils, le puissant roi Songtsen Gampo (605-650), soumet l'ensemble du plateau tibétain. Les sources chinoises font alors mention d'un royaume montagnard fort de 100 000 soldats. Sous le règne de Tang Taizong (626-649), cette récente fédération de clans soumise à son roi est donc une puissance naissante en pleine expansion. Face à l'apparition des Tang, Songtsen Gampo se positionne de manière similaire aux Turcs : il envoie et exige la venue d'ambassades, demande le mariage avec une princesse de rang impérial, et demande divers avantages comme condition préalable à l'alliance des deux parties, à la pacification de ses troupes montées (pratiquant le pillage occasionnel), et à l'apport de tribut à la capitale Tang.

#### Prise de conscience chinoise
Songtsen Gampo se voyant signifier un refus — alors que les Qahans Turcs et Tuyuhun vassaux des Tang ont reçu une princesse impériale. Songtsen accuse les Tuyuhuns d'avoir fait échouer sa demande, lance une expédition punitive contre eux, et assiège la préfecture de Songzhou, tout en réitérant sa demande (638). Il vainc une première armée, mais est rapidement refoulé par une seconde contre-attaque chinoise. Taizong prend alors conscience de la puissance de Songtsen Gampo, et choisit une résolution diplomatique, cédant à Songtsen sur certains points majeurs.
Songtsen Gampo profite de la prise de conscience de Tang Taizong pour enfin obtenir :
- une princesse Tang en mariage (finalement la princesse Wencheng), comme pour deux autres Qahans (vassaux temporaires des Tang),
- des maîtres sachant parler et écrire chinois,
- l'accord de membres de la famille royale tibétaine pour étudier à l'Université d'État chinoise de Chang'an,
- l'envoi de spécialistes de la soie, de la brasserie, du papier et du moulin à grain.

Ces points sont acceptés en 638, et cela semble bien le but réel de l'attaque tibétaine précédente. Taizong respecte les engagements 2 et 3 dans l'année, traîne trois ans avant d'envoyer une princesse de rang médian (641) matérialisant l'accord, et ne respecte pas le dernier point : le partage de secrets industriels. Son successeur, Tang Gaozong, satisfait ce point face à des Tibétains plus puissants et plus agressifs.

#### Interprétations
L'assaut semble être interprété par les sinologues comme un coup de force pour se faire reconnaître au même titre que les Khans Turcs. Le mariage avec une « princesse » est un acte diplomatique classique pour sceller des alliances, mais la situation de l'époque, l'origine sociale de la princesse, les demandes du roi tibétain que Tang Taizong refuse puis concède, l'apport de tribut, la mise à disposition de troupes tibétaines sous commandement chinois en 648, convergent pour décrire une situation de vassal temporaire, comme le fut de temps à autre la Corée. Cette vassalité médiévale n'empêche pas l'indépendance, comme le mentionne par exemple André Fabre, traitant de Silla dans les années 600 à 700 en ces termes :
« Bien que Silla se soit déclaré vassal de la Chine [des Tang] et lui ait payé le tribut, la Corée était indépendante et cette indépendance permit l'essor de la brillante [et autonome] culture de Silla. »
L'historiographie tibétaine remet en question cette thèse de vassalité probable, notamment en citant le fait que le roi Songtsen Gampo épouse également une princesse népalaise, Bhrikuti. Cependant, les alliances par mariages ne sont pas toutes équivalentes. Ainsi, un roi peut se marier à la fille d'un de ses vassaux pour fidéliser ce vassal, et à la fille d'un empereur pour assurer sa fidélité. Selon un autre argument, les Tang n'ont pas soumis militairement le Tibet, par manque de moyens militaires, mais ce serait oublier les expéditions chinoises de l'époque en Mongolie-Intérieure (630) face aux puissants Turcs orientaux — jusqu'alors la plus grande puissance d'Asie orientale — et celle jusqu'au montagnes du Pamir. L'argument ignore également les règles de la stratégie : face à la mosaïque de tribus proto-tibétaines dans leurs hauts plateaux du Tibet — relativement peu peuplés, et difficiles d'accès, une menace marginale à l'époque, une gestion diplomatique reste bien plus intéressante qu'une coûteuse et difficile expédition militaire (conditions naturelles, et ennemi déjà puissant). La mise à disposition de troupes tibétaines lors d'une expédition chinoise vers le royaume indien de Magadha, en 648, est aussi un signe classique de vassalité.
Songtsen Gampo de son côté joue également très finement : il continue de rendre hommage, envoie sa famille étudier dans l'Université d'État chinoise, attaque seulement les vassaux en s'empressant de s'excuser ensuite (638).

### Les Oasis (640-648)
Les Turcs désunis, l'impérialisme Tang reçoit le tribut et accepte la vassalité de nombreux peuples ou royaumes du nord et de l'est. Parmi eux, les Oasis de l'hostile bassin du Tarim occupent une place spécifique. Ces quelques Royaumes-Oasis, entourant le bassin aride du Tarim, isolés à la base de grandes chaines montagneuses, sont des îlots de verdure en bordure de rivière, agricolement et économiquement prospères, par l'eau qui vient des montagnes, et par le commerce courageux mais rare qui passe de l'une à l'autre afin d'échanger des biens entre l'occident Indo-Perse, et l'Orient chinois : c'est la Route de la Soie. Le bassin du Tarim constitue finalement un espace immense, globalement aride, gardé par quelques cités-royaumes verdoyantes et fortifiées. L'émergence et la consolidation Tang obligent ces cités-royaumes à se soumettre aux Tang dans les années 630. Du plus proche au plus lointain :
- Au nord : Hami (630)[57], Karachahr (632)[58], Kucha (630)[59],
- Au sud : Hotan (632)[57], Yarkand (635)[57], Kachgar (632)[57],

se proclament vassales des Tang. Mais la renaissance d'une Confédération orientale des Turcs occidentaux menée par Tulu Qakhan, à l'ouest de la Mongolie actuelle, encourage Turfan à se rebeller. Aussi, les armées Tang s'attaquent à présent aux cités-royaumes septentrionales du Tarim.

Progression de la vassalité et des armées Tang dans le bassin du Tarim.

#### Royaume de Gaochang (Turfan，640)
Le Royaume de Gaochang (高昌，Turfan) est, à l'extrême Est du bassin du Tarim, le plus proche de l'Empire Tang. Sa population et sa culture sont en partie chinoises, et la famille royale est peut-être d'origine chinoise. Le royaume était dans les années 600 sous contrôle des Turcs occidentaux, mais, après 630, il passe sous celui des Turcs orientaux, et en particulier de Ashina She'er, en bons termes avec la dynastie Tang. Mais en 636, Ashina She'er décide de se mettre au service des Tang, devenant général à Chang'an, ce qui permet à Tulu Qakhan, Qakhan de la Confédération orientale des Turcs de l'Ouest, de devenir l'influence majeure de la porte des Oasis, en 638. Cette même année, le roi de Gaohang, fort du soutien des Turcs, bloque le passage des caravanes commerciales et diplomatiques, détournant les apports de tributs d'autres royaumes vassaux. Une nouvelle route doit être ouverte, avec l'accord de l'Empereur Taizong, les caravanes venant désormais de Yanqi. Le roi de Gaochang, allié aux Turcs, attaque désormais Yanqi et Yiwu, respectivement au Sud-Est et à l'Est de Gaochang. Taizong ordonne au roi de Gaochang qu'il vienne en personne à Chang'an, mais celui-ci, se pensant protégé par la distance, le désert et son alliance aux Turcs face à des chinois peu habitués à la région, refuse et persiste. Aussi, l'Empereur confie à Hou Junji (en) une armée, qui part vers Gaochan. Lorsqu'elle arrive à proximité de la cité-royaume, le Roi, informé, meurt, tandis que l'armée Turque envoyée en renfort déserte. Le nouveau roi doit remettre son royaume aux Tang le 8e mois de 638, tandis que le débat pour ou contre l'annexion est arbitré par Taizong : le royaume de Gaochang est annexé à l'Empire Tang, et devient la préfecture de Xizhou (西州),. Wei Zheng dénonce le coût financier et la difficulté humaine de l'annexion, nécessitant la présence constante de garnisons, la conscription d'hommes volontaires pour servir dans une terre lointaine, et leur approvisionnement. Quelques années plus tard, c'est aussi la création du 1er protectorat-général (Duhufu 都護府),.

#### Royaumes de Yanqi (Karashar，644) et de Qiuzi (Kucha，648)
Le Royaume de Yanqi (焉耆，Karashar) se soumet aux Tang en 632 et profite de cette alliance pour défaire Gaochang en 640. Mais la défaite de Gaochang face aux armées Tang, l'établissement du protectorat-général de Anxi et le stationnement d'une armée imposante inquiètent. En 644, le royaume de Yanqi s'allie aux Turcs, et cesse d'apporter le tribut à Chang'an, avec un support discret du royaume de Qiuzi qui fait de même. Le contexte de la cité de Yanqi, accessible uniquement après une longue traversée du désert, entourée des montagnes Tianshan, bordée du lac Bagrach, en fait une place-forte imprenable. Pourtant, Guo Xiaoke, commandant du protectorat-général, mène une armée vers Yanqi, s'en approche de nuit, et lance l'assaut au petit matin, capturant le roi puis défaisant l'armée de soutien turque,. En 644, le royaume réaffirme donc de force sa vassalité par l'envoi d'une mission tributaire, et les armées Tang se contentent d'un retour de Yanqi dans la sphère des vassaux. Mais en 648, lorsque le Roi soumis aux Tang, Ashina She'er, est renversé, le commandant turc rallié doit mener une expédition pour restaurer sur le trône un cousin favorable.
Plus à l'ouest, le Royaume de Qiuzi (龜茲，Kucha), vassal dès 630, est le royaume le plus prospère du bassin, c'est aussi celui avec la culture indo-européenne la plus forte. De religion bouddhiste, l'archéologie nous a révélé le haut raffinement artistique (sculptures, peintures) de la cité, mélange d'influence grecque et indienne. Comme on l'a vu, le royaume de Qiuzi a soutenu la rébellion Yanqi de 644 et cessé d'apporter le tribut, marque de la vassalité. En 648, l'armée Tang étant à nouveau à Yanqi, Ashina She'er pousse son armée dans les montagnes Tianshan, suivant de petits chemins de montagne, et prend Qiuzi à revers : l'attaque est attendue au Sud-Est, par le désert, l'armée de Ashina She'er apparaît au nord-ouest, du côté des immenses montagnes Tianshan. La ville est prise, et confiée au protecteur-général, Guo Xiaoke. Mais peu de temps après, une contre-attaque conjointe des Turcs et de rebelles Qiuzi reprend la ville, et tue Guo Xiaoke. Ashina She'er intervient à nouveau, prend plusieurs villes, et lorsque celles-ci, sans espoir, se rendent, il fait sabrer 11 000 habitants de Qiuzi. C'est la disparition d'une culture majoritairement indo-européenne dans le bassin du Tarim.
| Forts sinisés (N-E)                                                                 | Chapelet Nord                                                                              | Chapelet Sud-Ouest                                           |
| ----------------------------------------------------------------------------------- | ------------------------------------------------------------------------------------------ | ------------------------------------------------------------ |
| 安西 Anxi, (Guazhou?) 沙州 Shazhou, Tunhuang 伊吾 Yiwu, Hami 北庭 Beiting, Tingzhou | 高昌 Gaochang, Turfan 焉耆 Yanqi, Karashar 龜茲 Qiuzi, Kucha ? ?, Aksu 碎葉 Suiyeh, Tokmak | 于闐 Yutian, Khotan 莎車 Suoche, Yarkand 疏勒 Shule, Kashgar |
| Sources : Twitchett, Twitchett et Fairbank 1979, p. 227 + glossaire.                |                                                                                            |                                                              |

#### Royaumes de l'Ouest et du Sud du bassin
Avec la chute de Gaochang (640), Yanqi (644) et Qiuzi (648), l'influence agitatrice des turcs est plusieurs fois défaite, et finalement brisée. Le reste des oasis, sans le soutien d'une puissance extérieure et informée des évènements passés reste dociles. La vassalité des cités-royaumes de Khotan (632), Yarkand (635) et Kashgar (632) est déjà ancienne et l'envoi de princes vers les Écoles d'État de Chang'an, se sinisant et servant d'otage,, apaise la situation.
Ashina She'er, lui, décide cette fois d'anticiper. Juste après avoir sabré une bonne partie de la population de Qiuzi (648), il lance son armée à travers le désert du Tarim, et arrive par surprise devant le fidèle Royaume de Yutian (于闐, ou Khotan). Le Roi local est terrifié tandis qu'Ashina lance un long discours sur la grandeur de l'Empereur Tang Taizong, sa puissance venant du mandat céleste, sa puissance militaire, le courage de ses armées, etc., et encourage fortement le Roi de Yutian à venir sur le champ présenter ses hommages à Chang'an. Le Roi, face à l'armée Tang qui vient de sabrer Qiuzi, accepte. Il est ensuite traité avec grand honneur à Chang'an, recevant 3 000 pièces de soie, avant de repartir pour son royaume.
Les autres oasis à l'ouest Yarkand (Suoche 莎車), Kachgar (Shule 疏勒), Hotan (Yutian于闐), Aksu ou encore Tokmok (Suiyeh 碎葉) ont vent de la puissante militaire et de l'audace des Tang. Sans soutien de la part des Turs, aucune d'elles ne se rebelle sous le règne de Taizong. Les généraux Hou Junji, Guo Xiaoke, et surtout Ashina She'er étant les principaux artisans de ces conquêtes.

### Turcs occidentaux (630-642)
Encouragé par son succès contre les Turcs orientaux, Taizong s'attaque désormais aux Turcs occidentaux avec la même stratégie de diviser pour mieux régner. Dans les années 600, les turcs orientaux étaient restés divisés, tout occupés à guerroyer contre les Perses, avec l'aide byzantine. Gaozong s'était allié ces turcs occidentaux, afin d'affaiblir par l'ouest les turcs orientaux. Mais à mesure que les Turcs orientaux reculaient et se désintégraient, perdant leurs territoires sud au profit de l'influence Tang, ils perdaient leur influence ouest, l'ouest de la Mongolie actuelle et le nord du bassin du Tarim passe nominalement sous l'influence des turcs occidentaux. Vers 626, ils occupent l'espace entre le Kashmir (sud), l'empire Sassanide (ouest), les montagnes de l'Altai (nord), et la porte de Jade (Gansu à l'est).
Mais en 630, une révolte contre le Kakhan fait exploser le Khanat en de nombreux groupes qui guerroient et s'allient, donnant en 634 deux confédérations concurrentes, séparées par l'Issyk-Kul et la rivière Ili. Afin d'y semer la discorde, Taizong reconnait comme Kakhan un troisième leader, mais Dulu Kakhan (都陸，r. 638-651), le Khan de la confédération Est (des turcs orientaux, donc la moitié ouest de la Mongolie actuelle) attaque les oasis du Tarim, réunifie rapidement les turcs occidentaux, et attaque le Gansu (640). Ici, Turfan et Turcs s'allient contre les Tang, mais sont rapidement défaits. En 642, des tribus réfractaires envoient des messagers à Chang'an pour demander l'intervention Tang. Taizong nomme ainsi un nouveau Kakhan, de nombreuses tribus fuient Dulu Kakhan pour rejoindre le Yipi Shekui Kakhan (乙毗射匱可汗). Ce dernier, envoyant le tribut, demande et obtient une princesse Tang en mariage, afin de sceller l'alliance (vassalité dans ce cas), tandis qu'il cède en dot l'influence sur les oasis de Qiuzi, Yutian, Sule et deux autres oasis.

### Campagne de Corée (645-648)

#### Contexte
La dynastie Sui lance ses armées sur Goguryeo en 598, 612, 613 et 614, mais échoue quatre fois. Les armées chinoises doivent en effet faire face à un climat semi nordique, un relief montagneux, et à de solides guerriers montagnards que sont ces proto-coréens. En terre ennemie, les troupes et les convois Sui subissent douloureusement les embuscades des montagnards de Goguryeo. L'approvisionnement matériel et alimentaire sont très grandement perturbés, tandis que les places fortes de Goguryeo tiennent bon, menant dans les dernières tentatives à de terribles débâcles chinoises. Celles-ci provoquent finalement l'effondrement militaire des Sui (vers 614), tandis que Goguryeo est épuisé, largement dévasté à son Ouest, mais tient.
La guerre civile chinoise s'ouvre (~614-620), puis la « guerre de pacification Tang » (~618-624). En 618, à Goguryeo, le roi Yongyang (r.590-m.618) meurt laissant la place au roi diplomate Yeongnyu (r.618-m.642), tandis que Li Yuan crée la dynastie Tang à Chang'an en étant en position de réunifier l'Empire. Cette remise à zéro dans deux espaces voisins, hostiles mais épuisés, permet un apaisement et un nouveau départ. Dès 619, Yeongnyu reconnaît la suzeraineté chinoise, et envoie un tribut. En 621, Gaozu propose d'échanger les prisonniers faits lors des campagnes Sui, et c'est ainsi plus de 10 000 soldats chinois qui retournent vers leurs terres. Mais beaucoup, aussi, fuyant le chaos des guerres civiles chinoises, se réfugient volontairement à Goguryeo, et y demeurent,.
Dans les années 620, les rapports sont courtois tandis que Goguryeo renforce sa ligne de défense occidentale, sur le flanc ouest de la rivière Liao, tout en récupérant les territoires perdus sur les royaumes sud-coréens, Silla et Baekje. Car les Tang pacifient avec succès l'Empire chinois. La prospérité agricole, économique, et l'unité militaire y reviennent : c'est donc la renaissance d'une superpuissance est-asiatique, apte à un nouvel impérialisme Tang, et qui aura les mêmes priorités militaires que le défunt Empire Sui. Effectivement, dans les années 640, la paix intérieure étant solidement établie, les finances, la force agricole également, les marges nord (Tujue, 630), ouest (Tibet, 641) ayant été pacifiées au-delà des frontières, la question de la péninsule coréenne réapparaît. Taizong fait remarquer que la dynastie Han et Han Wudi -qu'il estime égaler à présent- avaient intégré la péninsule à l'Empire, et qu'une double offensive terrestre et navale permettrait une nouvelle conquête,. Pragmatique, Taizong envoie dès 641 vers la frontière nord-est Chen Date, le secrétaire du département de l'organisation militaire régionale, département responsable des frontières en matère d'aménagement militaire, de reconnaissances, et de cartographie, afin de cartographier la zone et de recueillir des renseignements en vue d'une éventuelle campagne.

#### Coup d'État et crise

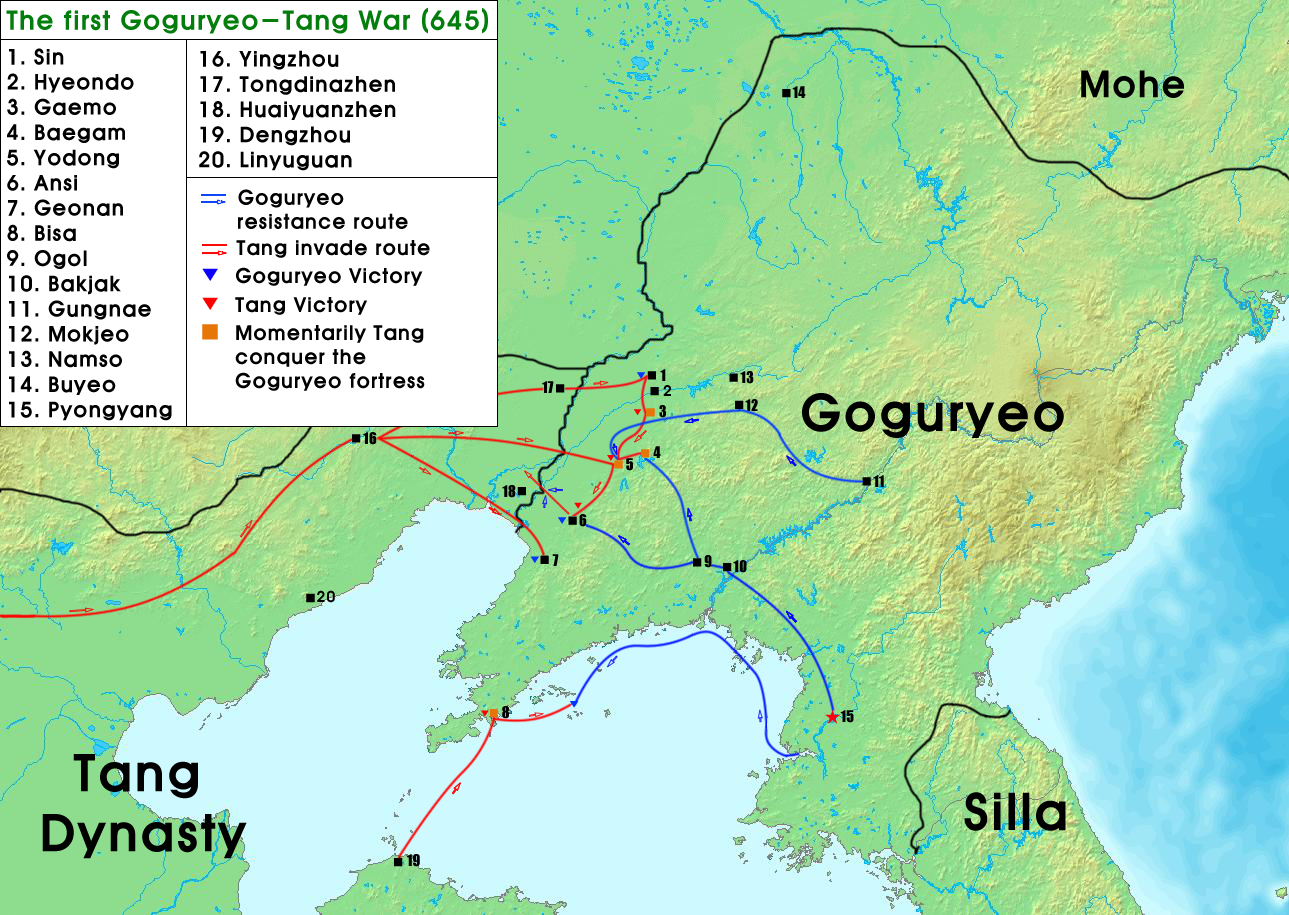
La dynastie Sui lance ses armées sur Goguryeo en 598, 612, 613 et 614, et échoue quatre fois. Taizong lance son offensive en 645 (carte). Gaozong attaque en 661, 667 et 668. (carte: fin du V)

Fin 642, Yeon Gaesomun, le plus puissant général de Goguryeo, ouvertement anti-chinois, le « Vauban » coréen qui supervisait le renforcement de la ligne de défense occidentale, mène un coup d'État contre le roi diplomate Yeongnyu, l'exécute avec une centaine de fonctionnaires réputés loyalistes, se proclame Taemangniji (dictateur militaire), et intronise un roi fantoche : Boyang (r.642-668), neveu du précédent. Taizong et ses ministres s'inquiètent, mais Goguryeo ayant fait tomber les Sui, la prudence est de rigueur. Le nord-est de l'Empire Tang est par ailleurs encore faible, ayant été un champ de bataille durement touché de 612 à environ 622. À la fin de 643, lorsque Silla, le royaume vassal occupant le sud-est de la péninsule accourt annoncer qu'il subit une double attaque de Goguryeo par le nord, et de Baekje par l'ouest, la cour et l'armée Tang est dans l'obligation d'agir. Les ministres sont sceptiques voire opposés (Zhangsun Wuji, Chu Suiliang), mais le puissant général Li Shiji recommande d'agir vite avant que le puissant Yeon Gaesomun ne réunisse toute la péninsule sous son autorité, et détruise la précieuse tête de pont que représente Silla. Cette nouvelle position forte, sans faiblesse à l'arrière, permettrait également à Goguryeo de créer de dangereuses alliances avec les Malgal de la Manchourie orientale, ou les Xueyantuo, du nord, qui semblent vouloir littéralement remplacer l'ancien Khanat des Turcs orientaux. Les missions diplomatiques échouent, Yeon Gaesomun allant jusqu'à enfermer l'un des diplomates chinois, une insulte équivalant à une déclaration de guerre.

#### Préparation et campagne de Corée
Ainsi, à l'automne 644, les troupes chinoises de l'Empire convergent vers le nord-est, des escarmouches préliminaires ont lieu, et 400 navires sont construits pour permettre le transport de grains. Le motif officiel est de renverser Yeon Gaesomun, le régicide d'un fidèle vassal (Yeongnyu) et l'agresseur d'un autre (Silla). La volonté de Taizong de faire mieux que les Sui et les Han, ainsi que le besoin géostratégique de protéger Silla, et le besoin personnel d'une nouvelle victoire militaire majeure après le désordre des querelles de successions de 643 semblent avoir pesé dans le choix du lancement de cette offensive. À Luoyang, Taizong s'entretient longuement avec un fonctionnaire vétéran (wadegiles: Cheng Yüanshou) des guerres Goguryeo-Sui : les questions d'approvisionnement en terrain ennemi, et la solidité des villes et forts seront des obstacles redoutables. Mais Taizong, conscient des moyens mis en œuvre et persuadé de la décadence et de la cruauté du régime ennemi, reste confiant.
Au printemps 645, l'Empereur Taizong, assisté de Li Shiji et Li Daozong, mène l'armée terrestre à travers le Liaodong. Sur les côtes Tang, une marine de 43 000 hommes et de 500 navires,, menée par Zhang Liang, suit le littoral en direction de Pyongyang, la capitale de Goguryeo. À l'été 645, la forteresse clef de Liaodong (遼東, dans l'actuelle Liaoyang, Liaoning) tombe, et l’armée marche vers Pyongyang, au sud-est, tandis que la marine les rejoint dans le Liaodong sans avoir atteint Pyongyang,,.
L'armée principale ennemie, composée de 150 000 proto-coréens alliés à des troupes Mohe est signalée. Taizong envoie un message d'apaisement, signalant que son seul but est de faire chuter le régicide. Les deux généraux ennemis relâchent leurs défenses tandis que l'Empereur organise une embuscade : Zhangsun Wuji guide 11 000 soldats, l'Empereur 4 000 soldats et cavaliers, tandis que Li Shiji mène 5 000 cavaliers et prennent position autour du camp ennemi. Le 20 juillet 645, le général Go Yeonsu, repérant la position de Taizong décide rapidement d'une attaque audacieuse pour saisir l'Empereur Tang, mais se fait prendre en tenaille par les troupes de Taizong et celles de Zhangsun Wuji, qui apparaissent alors. L'expédition de Go Yeonsu se disloque et subit de fortes pertes (env. 20 000). Go Yeonsu tente alors de réorganiser ses troupes, mais, encerclées, désorganisées, elles subissent la stratégie Tang, sans retraite possible (Zhangsun coupe le seul pont permettant un repli). Go Yeonsu, Go Hyezin, et 36 800 de leurs hommes doivent se rendre face aux forces Tang.
3 500 officiers de Goguryeo se voient assignés des titres Tang, et sont envoyés dans l'Empire pour y être intégrés, le reste des soldats est relâché dans un acte de pardon assurément politique, tandis que les 3 300 mercenaires Mohe sont massacrés.
Le dictateur militaire de Goguryeo, inquiet, encourage Yi'nan à lancer ses troupes Xueyantuo contre l'Empire Tang. Mais celui-ci, bien qu'ayant récemment été en conflit avec les Tang, souhaite apaiser la situation.
Plusieurs points forts principaux font désormais face aux troupes Tang :
- Anshi (安市, dans l'actuel Anshan, Liaoning) – au sud-ouest du fort de Liaodong (vaincu), un contexte naturel favorisant sa défense, une armée puissante, et un général courageux et intelligent. Ce général ne s'est pas soumis au régicide, mais n'a pas davantage de sympathie envers l'Empire Tang ;
- Jian'an (建安, dans l'actuel Yingkou, Liaoning) - est faiblement défendue, mais étant au sud de Anshi, elle est davantage en territoire ennemi, un siège de Jian'an rendrait vulnérable la ligne d'approvisionnement ;
- Wugu (烏骨, dans l'actuel Dandong, Liaoning) - faiblement gardée, un général sénile et incompétent, ouvre la route vers Pyongyang, mais se trouve plus dans les terres ennemies qu'Anshi et Xincheng, et les troupes et l'Empereur risqueraient d'être pris à revers.
- Xincheng (新城, dans l'actuel Fushun).

Aussi, parmi les propositions divergentes, Taizong opte pour le plan de Zhangsun Wuji : la prudence d'un siège autour de Anshi.
Mais la ville fortifiée ne cède pas, la cité tient durant deux mois, l'herbe se réduisant, l'automne s'installant, le 13 octobre 645, Taizong annonce la retraite. Une cérémonie est faite par Taizong près de Anshi. Le général ennemi monte sur les remparts d'Anshi et salue l'Empereur, qui le récompense d'un lot de soierie pour sa bravoure et sa loyauté à son royaume. Li Shiji et Li Daozong ferment prudemment la route.

#### Retraite et bilan
L'armée de 100 000 hommes[réf. nécessaire] se replie, mais malgré la prudence de Taizong, l'armée est prise dans un terrible blizzard : 70 % des chevaux sont perdus, et plusieurs milliers d'hommes meurent de maladie et de froid. Taizong regrette alors d'avoir lancé une telle campagne, et regrette le temps des remontrances de Wei Zheng, mort en 643. Après une convalescence de plusieurs mois l'immobilisant dans la préfecture de Bing (并州, actuelle Taiyuan, Shanxi), l'Empereur retourne à Chang'an.
En 647, conscient de l'affaiblissement de Goguryeo et de ses possibilités de rétablissement rapide, il opte pour une stratégie de guérilla : des troupes sino-barbares pillent les marges du royaume de Goguryeo (la plaine de la rivière Liao) tandis qu'une marine fait de même en bordure sud du Liaodong, afin d'aggraver les difficultés alimentaires du royaume, et se retire tôt dans l'automne,. En 648, cette stratégie est renouvelée avec succès. Pensant Goguryeo affaibli, les préparatifs d'une nouvelle campagne, mieux préparée, mieux approvisionnée, et de 300 000 hommes est lancée le sixième mois. Des ministres fidèles, tels Fang Xuanling s'y opposent, mais ce n'est que la mort de l'Empereur, en 649, qui change la donne. L'impérialisme Tang sous forme de campagne majeure n'est plus la priorité politique du nouvel Empereur Gaozong.

## Crise de succession (643)
Lors des premières années de règne de Taizong, la vie de cour est largement polarisée par ce personnage fort, maitre militaire incontesté, soutenu par de puissants conseillers tous occupés au renforcement de l'administration impériale et à la pacification des marges. Seule la mort précoce de l'impératrice Wende (636), élément modérateur et avisé, apporte une large ombre sur la vie de l'empereur. Mais l'entrée dans l'âge adulte de plusieurs princes ramène à la cour les rivalités, intrigues, et jeu d'influences.

### Des princes concurrents.
L'opposition principale pour la succession concerne principalement Li Chengqian, le prince héritier, et Li Tai, un prince brillant, érudit et audacieux. Mais d'autres princes jouent également un rôle important :
Li Chengqian (李承乾 Lǐ Chéngqián; 618?-644) － prince de Hengshan (恆山王) et surtout prince héritier (626,), premier fils par l'impératrice Wende, il aurait eu une malformation non précisée aux pieds. Il est tout de même fait prince héritier, dès 626. Décrit comme intelligent et capable, il se voit très tôt entouré par de hauts fonctionnaires (Xiao Yu, Fang Xuanling...) et, dès 630, associé aux affaires de l'État par des postes d'observation du fonctionnement des offices. En 633, il commence à être provoquant et frivole, et reçoit de nombreuses remontrances. À la mort de l'empereur retiré Gaozong, en 635, l'empereur Taizong, pris par un deuil de 45 jours, lui laisse le contrôle de l'État [en approuvant les conseils des ministres], puis prend en charge des problèmes mineurs. Sa gestion des affaires est encore décrite comme avisée. Mais après la mort de l'impératrice sa mère (636), il semble avoir été de plus en plus extravagant, rejetant l'héritage culturel chinois, préférant l'habit et le langage turc. Devenant excessif,, lorsqu'il reçoit des remontrances de ses tuteurs, il réplique désormais par des opérations de bastonnades.
Li Tai (李泰 Lǐ Tài; 619?-652) － prince de Wei, deuxième fils par l'impératrice Wende, ou ainé par une autre femme de Taizong. C'est un prince prometteur, rapidement décrit comme érudit et brillant dans les arts martiaux, il semble lentement gagner la préférence de l'empereur Taizong. En 636, lorsque les princes en âge suffisant sont répartis à travers l'Empire comme gouverneurs-généraux, Li Tai, 17 ans (?), est non seulement dispensé de cet éloignement, mais est en plus autorisé à établir un collège d'études littéraires (文學館), sorte de 'think tank', de conseils de conseillers personnels, tout comme Taizong en entretint un dans sa jeunesse. En 638, notant que le noyau administratif de l'Empire n'est pas réservé au prince héritier, Taizong énonce la possibilité de l'intégrer dans le cercle dirigeant. En 642, Li Tai est autorisé à ouvrir une école imposante, signe de préférence largement visible, et ses fonds mensuels, fournis par l'État, sont désormais plus importants que le prince héritier.
Li You (李祐 Lǐ Yòu) - Prince de Qi.
Li Ke (李恪 Lǐ Kè; né 619?-653) － Prince de Wu, fils par la concubine Consort Yang et donc petit-fils de Sui Wendi. Né par une concubine, il est prince, mais vient après les fils de l'impératrice Wende dans l'ordre dynastique. Apprécié de Taizong pour ses qualités d'intelligence, d'aptitude au combat, et d'audace, il est largement critiqué par les ministres pour son goût des grandes chasses coûteuses. Aussi, Li Tai s'entoure bientôt de jeunes de talents, tels Fang Yi'ai (fils de Fang Xuanling), Du Chuke (petit frère de Du Ruhui), etc.
Li Zhi (李治 Lǐ Zhì; n.628) － Prince de Jin, 3e fils par l'impératrice Wende, jeune, discret et studieux, il n'a que 15 ans quand la crise de succession de 643 éclate entre ses ainés.

### Factions
Conscient d'une préférence envers Li Tai et du comportement problématique de Li Chengqian, des membres de la cour prennent parti, les uns en faveur de l'héritier, les autres en faveur de Li Tai, inaugurant la première scission de la cour sous Taizong. Afin de mettre un terme aux intrigues de la cour, Taizong annonce par décret que, dans le cas même où le prince héritier serait déchu, son jeune fils serait le nouveau prince héritier. En 643, Taizong essaye aussi d'améliorer la conduite du prince héritier en l'entourant plus étroitement, notamment par l'érudit et historien moraliste Wei Zheng, et fin 643, Taizong est réduit à ordonner l'exécution de trois proches de Li Chengqian, incluant son mignon, un jeune chanteur avec qui le prince héritier aurait entretenu des relations homosexuelles.

### Complots et abaissements
Alarmé par la sévérité croissante de son père envers lui, inquiet de l'influence croissante de Li Tai, et craignant sans doute aussi pour sa vie, le prince héritier convoque de fidèles conseillers insatisfaits (Du He (杜荷) [fils de Du Ruhui et beau-frère de Chengqian], le général déchu Hou Junji (en), Li le prince de Han et frère de Taizong Li Yuanchang (李元昌), le commandant de la garde impériale Li Anyan (李安儼), son cousin Zhao Jie (趙節), etc.) afin d'élaborer un plan de contre-attaque,. Sur ce, Li You, prince de Qi, tue son maitre de maison Quan Wanji (權萬紀), se révolte, et est rapidement défait et capturé avec ses complices. Parmi eux, Gegan Chengji, condamné à mort, révèle pour se sauver un second complot en préparation : celui du Prince héritier Li Tai. Après enquête, Li Tai est déchu de son rang de prince héritier pour -à tort ou à raison- complot contre l'empereur. Ses associés sont purement et simplement décapités. Ici, Taizong promet oralement à Li Tai qu'il deviendra bientôt le nouveau prince héritier, et tout un camp commence à soutenir cette élévation. Mais un autre camp s'organise, celui des ministères, mené par l'influent Zhangsun Wuji, rejoint par Chu Suiliang et Fang Xuanling soutiennent le jeune Li Zhi, prince de Jin, autre fils de l'impératrice Wende. La cour est ainsi divisée en trois camps, dessinant trois lignes de fractures, générant des oppositions et rivalités farouches : chaque membre de ces trois camps, et chaque clan familial joue peut-être ici son avenir politique. Taizong en visite auprès de Li Chengqian, le prince déchu lui expose :
« J'étais déjà prince héritier, que pouvais-je rechercher de plus. C'est seulement à cause des intrigues de Li Tai, que j'ai ainsi dû discuter avec mes conseillers de solutions pour me sauver. Les plus ambitieux suggérèrent que je commette une trahison [renverser l'empereur]. Si vous créez Li Tai prince héritier, alors vous tombez dans son piège. »
À cette analyse troublante, s'ajoutent finalement les menaces de Li Tai envers Li Zhi. Après avoir menacé de se suicider face à l'absurdité de la situation (ses fils veulent déjà s'entretuer), les menaces de Li Tai envers Li Zhi, réelles ou inventées, décident Taizong (fortement encouragé par ses ministres) à faire le pari d'un prince héritier humble, studieux et généreux : Li Zhi, plutôt que celui d'un audacieux, vif, bien trempé, et potentiellement excessif successeur qu'aurait pu devenir Li Tai, prince de Wei. Tout comme Li Chengqian (619?-644), Li Tai est déchu et exilé (fin 643), successivement vers la préfecture de Qian (黔州, sud-est de l'actuel Chongqing) et vers la préfecture de Jun (均州, actuel Shiyan, Hubei).

### Nouvel héritier et hésitations
Le nouveau prince héritier, Li Zhi, prince de Jin, fils de l'impératrice Wende (nom de naissance Zhangsun) et donc neveu de l'influent Zhangsun Wuji, est rapidement entouré des plus influents fonctionnaires du royaume. Zhangsun Wuji, Fang Xuanling, Xiao Yu et Li Shiji sont missionnés pour être ses tuteurs et précepteurs, tandis que les jeunes fonctionnaires les plus prometteurs sont amenés dans son administration personnelle.
Mais Taizong reste persuadé que Li Zhi est trop discret, avec une volonté d'agir trop limitée, et influençable, et considère en fin 643 de nommer plutôt le bien trempé Li Ke, prince de Wu, fils par la consort Yang, petit-fils donc de Sui Yangdi, prince héritier. Zhangsun Wuji s'y oppose et insiste : Li Zhi serait un bon souverain, clément, avisé, parfait pour une période de paix et de prospérité. En lisant entre les lignes, les historiens classiques ont vu en l'argumentation de Zhangsun un parti intéressé, étant le conseiller majeur, un prince héritier faible lui assurerait le contrôle de la cour. On peut ici avoir une autre analyse : en 643, Taizong est encore en pleine forme et étant amis d'enfance, leurs âges sont très proches, il n'est pas évident de garantir que Taizong mourra le premier ; 643 c'est aussi le retour au pouvoir de Zhangsun, et même si c'est une possibilité, rien ne permet de dire qu'il y restera longtemps, ni jusqu'à la mort de Taizong. Aussi, il est difficile d'y voir un soutien parfaitement calculé, conscient de la médiocrité de l'héritier.
Plus important sans doute, la possibilité que Li Ke devienne empereur, étant lui issu par sa mère du clan Yang, le clan Zhangsun aurait éventuellement été en tête de la liste des clans à purger physiquement. Aussi, il semblerait surtout que Zhangsun assure ses arrières, en imposant un héritier issu de l'impératrice Wende sa sœur (clan Zhangsun), il protège ainsi son possible avenir politique, et surtout son intégrité physique (!), ainsi que celle du clan Zhangsun. Trop souvent en effet, la passation de pouvoir s'accompagne de larges purges. Lorsque Zhangsun soutient Li Zhi face à Li Ke, Zhangsun anticipe avec prudence. Aussi, Taizong, au vu de l'opposition de son ministre, en reste là. Li Zhi sera le prochain empereur Tang.

### Interprétations alternatives
Au-delà de cette version officielle, une lecture entre les lignes : la qualité d'administrateur débutant noblement puis la frivolité dénoncée de Chengqian, l'attaque contre son tuteur Zhang Xuansu (張玄素) à coups de fouet, une tentative d'assassinat contre Yu Zhining (en) qui s'arrête sous un prétexte mineur (un deuil), la provocation de l'usage des habits et langages turcs à la cour, l'homosexualité malgré le rang de prince héritier, l'influence de maîtres taoïstes dit 'hétérodoxes', puis le ralliement de conseillers déjà largement déjà déchus (Hou Junji) nous fait deviner un caractère oscillant largement, du meilleur au pire, pouvant être selon les sinologues-historiens la résultante d'un déséquilibre psychologique. C'est aussi sur ce fond sonore que se trame la querelle de succession de 643, dans laquelle il reste encore une fois difficile de faire la part du vrai, et de l'intrigue construite.

## Administration

### Ministres et Cour

#### Changement d'hommes
L'équipe administrative et gouvernementale de Taizong, tout comme celle de Gaozu, est d'un niveau, d'une audace, et d'une efficacité remarquable. Les temps l'exigent.
Après son coup d'État, Taizong s'emploie à renouveler le groupe dirigeant, en remplaçant doucement les fidèles ministres de son père par de jeunes recrues compétentes, mais aussi lui étant plus favorables. Il éloigne également les membres de la famille impériale des postes à responsabilité. Aussi, la majorité des fonctionnaires de haut rang sous Taizong sont des fidèles de ses jeunes années de général Li (617-618), puis de prince de Qin (618-626). Certains sont issus du milieu civil, d'autres de l'armée.
Cette préférence envers des collaborateurs proches n'est pas exclusive. Deux de ses plus proches fonctionnaires -Wei Cheng et Wang Kui- sont issus de l'ancienne équipe de son frère aîné, Taizong les récupère après avoir défait et tué son frère Li Jiancheng en 626. D'après certaines sources, c'est une volonté avouée de placer aux postes à responsabilité des hommes démontrés comme aptes à gérer de telles missions. Taizong s'est plusieurs fois exprimé en ce sens, affirmant le besoin de s'entourer d'hommes capables, sans égard de leur origine ou de leur passé, et de placer chaque homme au poste qu'il remplirait le mieux. Aussi, ses secrétaires d'État et directeurs de Départements sont systématiquement des fonctionnaires ayant déjà fait leurs preuves, et généralement issus de vieilles familles de fonctionnaires.

#### Hommes de l'Empereur
À la cour, Taizong s'entoure donc surtout de : Zhangsun Wuji, stratège brillant et éminence grise ; Fang Xuanling et Du Ruhui, des administrateurs pragmatiques et efficaces, respectivement discret et audacieux ; Wei Zheng, la conscience confucéenne de la Cour, diplomate et érudit rallié ; Xiao Yu, l'exécrable mais incorruptible censeur ; Chu Shuiliang, l'érudit et historien officiel incorruptible devenant ministre ; Li Jing, général majeur lors des offensives sud, anti-Turcs, et anti-Xueyantuo ; et enfin Li Shiji, général écrasant les Turcs orientaux, attaquant Goguryeo et repoussant les Xueyantuo.
Zhangsun Wuji (長孫無忌，~600-659) － ami d'enfance à la cour des Sui de Luoyang, compagnons éternel de Taizong, ayant la totale confiance de l'Empereur, il s'illustre comme un brillant stratège lors des campagnes de pacifications dans le nord-est, comme un acteur du coup de la Porte Xuanwu (626), puis comme un brillant et très influent conseiller impérial. Devenu « l'éminence grise »" de Taizong, il occupe des postes de premier plan : vice-président du décisif département des Affaires d'État. Il est écarté du pouvoir par la crainte d'autres fonctionnaires et y revient de 645 à 649 à la tête de la Chancellerie et du département des Affaires d'État, d'où il dirige également la refonte du code Tang, plus tard présenté à l'empereur Gaozong.
Fang Xuanling (房玄齡，578-648) － élève extrêmement brillant, fonctionnaire pragmatique et discret, efficace et juste, modéré et généreux, issu d'une famille de fonctionnaire du Shandong. Il est vice-président du département des Affaires d'État de 629 à 642. Il rejoint l'équipe personnelle de Li Shimin en 618, et devient l'un des conseillers majeurs. Lors de la campagne de pacification du nord-est, il rallie de nombreux fonctionnaires hautement qualifiés, sans égards de leurs parti-pris passé. Sous le règne de Taizong, ceux-ci forment la base du réseau administratif fidèle à Taizong tandis qu'il compose les édits impériaux, outils de refonte du réseau exécutif. Troisième personnage de l'État, après l'empereur et Zhangsun Wuji, sa modération, sa discrétion et sa fidélité envers l'empereur lui font bénéficier de la pleine confiance de celui-ci. Dans les dernières années de Taizong, il devient un modérateur et stabilisateur important face aux tendances autoritaires de l'empereur. Il collabora efficacement avec Du Ruhui.
Du Ruhui (杜如晦，585-630) － fonctionnaire pragmatique et efficace, doté d’un fort pouvoir de décision, issu d'une famille de fonctionnaire du nord-ouest. Il rejoint l'équipe personnelle de Li Shimin en 618, et en devient un conseiller majeur. Sous le règne de Taizong, il est un conseiller dont « le soutien est nécessaire dans toutes les grandes décisions du gouvernement ». Co-vice-président du département des Affaires d'État, il participe avec Fang Xuanling à la refonte du réseau exécutif. Il meurt hélas en 630.
Wei Zheng (魏徵，580-643) － stratège sous Li Mi, puis Li Jiancheng, sec et sans humour, d'une franchise et d’une acidité légendaire, il devient la conscience morale confucéenne de la cour et de l'Empereur, lançant de nombreuses remontrances finalement de moins en moins écoutées. Son intégration au nouveau groupe dirigeant est surtout une façade créée pour faciliter sa mission diplomatique dans le nord-est où il rallie par son exemple de reconversion les derniers rebelles à l'Empire Tang. Bien que le symbole historique d'une relation ministre/souverain franche, sa vie à Chang'an sera celle d'un moraliste incorruptible peu pragmatique, peu écouté, et d'un érudit dirigeant les grands projets de recherches intellectuelles et de compilations historiques, mais de fait écarté de l'administration réelle.
Xiao Yu (蕭瑀，575-648) － vieux fonctionnaire très expérimenté, apprécié pour sa droiture, sa morale, et son intégrité, il est souvent aussi détesté du fait de son caractère exécrable, acide, sans détour, intransigeant et abrasif. Provoquant continuellement des querelles, il est fréquemment exclu temporairement du pouvoir, puis réintégré par Taizong qui doit visiblement l'utiliser comme perturbateur-améliorateur. Il occupe ainsi différents offices importants : directeur du censorate, ministre en chef, particulièrement après la crise de succession de 643, revenant renforcer l'équipe 'blessée', et devenant le tuteur du nouvel héritier. Il quitte le cercle du pouvoir en 646.
Chu Suiliang (褚遂良，596-658) － historien de la cour, résistant au révisionnisme historique de Taizong, cet érudit entreprend lentement une reconversion vers le cercle des gouvernants où il recommande une politique de modération,. Issu d'une famille de fonctionnaires du sud, rebellée dès 613 contre les Sui, rejoignant l'équipe de Li Shimin en 619, il vit d'abord en historien de la cour, mais la crise de succession de 643 où il soutient le calme Li Zhi (futur Gaozong) et en devient le percepteur, et le vide historico-moral créé par la mort de Wei Zheng (643) le pousse à intégrer le gouvernement. Occupant des fonctions importantes à la chancellerie et au secrétariat, il recommande une politique intérieure clémente et s'oppose à un impérialisme militaire offensif. La mort de Taizong l'exclut peu à peu du pouvoir.
Li Jing (李靖，571-649) － stratège puissant, général majeur pacifiant le sud, divisant puis écrasant les Turcs orientaux (630), et les Tuyuhun (635), c'est aussi l'ancien de l'équipe. Originaire du nord-ouest, issu d'une famille de fonctionnaires, fonctionnaire expérimenté et loyal sous les Sui, c'est cette loyauté qui le fait remarquer, et le sauve. Après une errance, il rejoint l'équipe de Li Shimin (618) dont il a remarqué la bonne tenue. Après la pacification du sud, il se voit confier le nord de l'Empire, y contient les Turcs orientaux et les écrase (630), vainc les Tuyuhun (635), et contre les désobéissances Xueyantuo ([Quand ?]). Il se voit aussi périodiquement confier des offices majeures, et reste très influent à la cour, jusqu'à sa mort en 649.
Li Shiji (李世勣，594-669) －, général majeur de l'armée de Tang Taizong (r.626-649), élément clef contre les Turcs orientaux et lors de la campagne de Corée. Né Xu Shiji (徐世勣), issu d'une famille de fonctionnaires du Shandong actuel, il rejoint très tôt les rebelles anti Sui, devient commandant sous Li Mi. Li Mi se rendant au Tang, il est adopté et devient commandant. Sous les ordres de Li Shimin, il l'assiste dans la pacification du Hebei et Shandong (621). Li Shimin devenu Taizong, Li Shiji garde le décisif Shanxi (626-641), contre-attaque en divisant puis écrasant les Turcs orientaux avec Li Jing (630), gère l'intégration des Turcs à l'Empire, punit la désobéissance Xueyantuo (641,646), tandis qu'il est également général contre Goguryeo (645). Il est aussi ministre en chef (643-649) et percepteur de l'héritier, mais semble finalement hostile à celui-ci,,.
À cette équipe de ministres et de ministres-généraux, s'ajoute un puissant lot de généraux capables, chinois (Hou Junji, Guo Xiaoke...) ou barbares ralliés (Ashina She'er, Yuchi Jingde), ainsi que des administrateurs et lieutenants réputés.

### Hommes de l'Empire

#### L'Empire naissant, des hommes de compromis
Dans les premières années de la dynastie Tang, l'Empereur Gaozu puis Taizong lui-même avaient récompensé de nombreux rebelles ou locaux puissants par de nombreux titres, offices, et responsabilités, afin d'acheter leurs collaborations, leurs redditions, ou afin qu'ils assistent les armées Tang au combat. Des préfectures et comtés sont fréquemment divisés afin de créer artificiellement et d'offrir davantage d'offices, doublant de Sui Yangdi à la fin du règne de Tang Gaozu. Cette politique -relativement classique- facilite la réunification, la pacification et la stabilisation des territoires conquis.
Désormais maître d'une Chine réunifiée, ces opposants ralliés à qui tant de titres, d'offices, et de responsabilités avaient été données ou promises se voient doucement écartés par Taizong et son administration centrale qui fusionne maintenant les préfectures afin d'optimiser l'appareil étatique, et de réduire les acteurs du pouvoir,. Sous ordre de Taizong et sous la direction de Fang Xuanling, l'administration centrale s'emploie dès 627, d'une manière ou d'une autre, à casser les postes de complaisance, et impose des érudits compétents,. C'est une volonté franche d'instaurer une véritable méritocratie afin de renforcer et stabiliser cet empire naissant.

#### Nouveau personnel favorable
La construction de l'appareil étatique Tang se diffuse en fonction des conquêtes, et se cristallise lentement. La dynastie des Tang, s'affirmant longtemps comme quasi-légitimiste, ou au moins en faveur d'une restauration de l'ordre prospère ancien. Les Empereurs Gaozu et Taizong s'emploient donc à continuer les réformes engagées par les Sui. Aussi, ce n'est en rien une révolution administrative, ni l'émergence d'hommes nouveaux, c'est la mise en place d'un nouveau réseau favorable à la nouvelle famille impériale, sélectionnant ses fonctionnaires parmi l'élite de la période Sui.
Les fonctionnaires du réseau administratif étaient traditionnellement et à nouveau, pour l'immense majorité, issus de l'élite aristocrate de la division concernée, et nommés grâce à leurs relations, à la suite de recommandations influentes, ou même suivant la pratique d'hérédité des offices. Ce système qui fonctionnait permettait par contre la monopolisation des postes du pouvoir politique par une famille ou un groupement de familles influentes. Ces réseaux locaux, ces familles s'offraient mutuellement des privilèges, pratiquaient préférentiellement le mariage endogame, et étaient plus ou moins efficaces et honnêtes dans leur gestion politique, fiscale et judiciaire de la division concernée.
Aussi, le réseau administratif installé dans l'après guerre civile est fréquemment reconnu comme trop corrompu et déficient, en particulier pour les provinces. Loin de la capitale et des relations permettant de rapides promotions, les postes en provinces sont traditionnellement vus comme des punitions, des temps morts dans une carrière, voir une régression. De fait, les fonctionnaires dénoncés n'étaient traditionnellement pas déchus, mais 'transférés/exilés' dans les provinces. Taizong souhaite changer cette image, et s'engage personnellement dans une revalorisation des postes provinciaux : il surveille personnellement les fonctionnaires provinciaux, par des rapports-bilans lui étant confiés et des notes qu'il affiche dans sa chambre ; il ordonne à ses fonctionnaires de l'administration centrale de recommander des candidats pour ces offices provinciaux, et établit personnellement la sélection et l'attribution de la mission en fonction du candidat et des besoins du moment.
Des inspections massives ont lieu en 634, et 646, celle de 646 aboutissant à la punition de milliers de fonctionnaires, et l'exécution de sept d'entre eux,.

#### Écoles d'État et examens, vers un personnel diplômé
Pour contrer cet état de fait et exclure ces chefs locaux et clans familiaux, le pouvoir impérial souhaite injecter des hommes nouveaux (et sans relations claniques corruptrices) dans le réseau administratif, afin de remplacer les fonctionnaires douteux, ou de les surveiller suffisamment pour réduire leur corruption. Aussi, Gaozu restaure les examens impériaux.
Les Examens Impériaux ont pour fonction de servir de passerelle aux étudiants brillants de la petite aristocratie ou de la bourgeoisie, afin qu'ils puissent intégrer l'élite des fonctionnaires, normalement nommés sur recommandation.
Pour servir cet objectif, l'administration de Gaozu rouvre les écoles d'État des Sui, confirmant la création pôle d'enseignement à Chang'an, préparant aux examens par des formations basées sur l'enseignement des grands classiques, et constitué de trois écoles d'État :
- l'École des Fils de l'État (國子學/国子学 Guozu Xué)[105], largement réservée aux familles royales, de haute noblesse, et des hauts fonctionnaires ;
- l'École Supérieure (太學/太学 Tài Xué)[105], pareillement réservée à l'élite ;
- l'École des Quatre Portes (四門學/四门学 Simen Xué)[105], légèrement plus ouverte que les deux écoles précédentes.

Mais en 626, ces trois écoles n'avaient toujours, ensemble, que 342 étudiants et une dizaine de diplômés chaque année. En 624, Gaozu ordonne la création d'école dans chaque préfecture et comté.
Taizong poursuit dans la même direction, il crée dès 627 un Directorat des Universités d'État (Guozijian 國子監/国子监), chargé de déterminer un enseignement officiel, et de superviser l enseignement dans cinq écoles d'État, puisque deux nouvelles écoles d'État sont ouvertes :
- l'École de Calligraphie (書學/书学 Shu Xué, 628)[110],[111], à destination des fils de petits fonctionnaires et à la classe bourgeoise, afin de fournir les offices les plus basses avec peu d'espoir de progressions ;
- l'École de Droit (律學/律学 Lüxué, 632)[110], pareillement ouverte aux classes moyennes.

Des bourses sont offertes pour fournir équitablement en habits et nourriture les candidats, le transport est offert aux candidats provinciaux. Des édits impériaux annoncent le programme officiel (en cours d'élaboration à l'époque) pour chaque session.
On peut aussi signaler :
- Hongwen Guan (弘文館/弘文馆)[110], ancêtre de l'académie Hanlin, c'est le bastion des éminences grises de l'Empereur, réservé exclusivement aux enfants de la famille impériale et des étroits collaborateurs de l'Empereur.

La première session d'examens a lieu en 621, mais les candidats, peu nombreux et jeunes n'occupent que des postes discrets, et n'ont qu'une faible influence dans les années Gaozu et Taizong. Les Examens ne deviendront l'institution chinoise qui sélectionne tous les fonctionnaires que plus tardivement, sous l'impulsion de Wu Zetian qui souhaitera casser le réseau de la famille Li, et surtout sous les Song, que la situation militaire critique oblige à une efficacité irréprochable.

#### Les Classiques, bases des examens
La paix et l'effervescence intellectuelle de Chang'an ouvre une période de polémique d'interprétation autour des classiques chinois. Aussi, Taizong confie au grand érudit Yan Shigu (颜師古) la mission de produire une version stable des classiques chinois, et en 638, Kong Yingda（孔穎逹/孔达颖) a pour mission de fournir des annotations officielles. Un premier brouillon est fourni en 642, la version définitive seulement dans les années 650 sous l'appellation des Cinq Classiques Véritables (五經正義/五经正义 Wujing Zhengyi) et c'est cet ensemble qui fera désormais référence pour les études des classiques chinois lors des nombreux siècles suivants.

### Découpage de l'Empire et du monde proche

#### Structure de l'État, trois Départements et six Ministères
Sur le plan administratif, l'État conserve son organisation en trois « Départements » (省, shěng) :
- le Secrétariat (中書省， Zhōngshū shĕng[112]) conçoit les réformes et les décrets impériaux en fonction de la volonté politique du moment,
- la Chancellerie (門下省，Menxià shĕng[113]) relit et vérifie que les réformes ne contiennent pas d'éléments contradictoires avec la volonté politique générale ou avec la situation de l'Empire,
- le Département des affaires d'État (尚書省 Shàngshū shĕng[114]) doit faire appliquer les décrets validés ; ce ministère-clef comprend six divisions (部, bù).

L'Empereur peut court-circuiter le tout en édictant des décrets/édits impériaux. Ce système est généralement nommé système des Trois Départements et Six Ministères. C'est dans les années 635-640 que ces trois ministères fonctionnent enfin à pleine capacité, afin de réformer l'héritage des Sui, et de nettoyer le réseau étatique en faveur de réels partisans des Tang.

#### Division du monde et vassalité
La division du monde est conçue telle que :
- l'Empire Tang propre, composé des espaces sous contrôle direct de l'administration et des percepteurs Tang ;
- le Cercle des Vassaux, les nombreux royaumes, tribus, qui reconnaissent la souveraineté Tang et le manifestent par l'apport périodique de tribut avec le cérémoniel qui l'accompagne, et par divers autres moyens : libre passage des armées Tang et/ou mise à disposition de troupes[115], mariage à des princesses Tang pour récompenser la vassalité et matérialiser l'alliance, membres de la famille royale locale "invités" dans les Écoles d'État de Chang'an, où cette jeune élite étrangère est à la fois sinisée, et retenue comme otage, l'échange d'ambassades fréquentes. Les vassaux négocient souvent l'apport d'experts et techniciens chinois très appréciés, et bénéficient également de larges lots de luxueux présents (généralement des centaines de soieries)[116].
- Plus loin, le reste du monde, dont les principaux acteurs sont — pour Taizong — la péninsule coréenne, l'archipel japonais, la Perse, l'Inde, l'Empire byzantin.

#### Division militaire et administrative de l'Empire
En 605, l'Empire Sui était subdivisé en neuf provinces (州), 190 préfectures (市) et 1 225 Xians (縣). Mais ceci était encore surtout un choix politique et symbolique intermédiaire, les "9 provinces" suivaient l'exemple illustre de la Dynastie Zhou, dont le territoire était de loin plus petit. Aussi, les plus grosses provinces, au sud, avaient des territoires gigantesques impossibles à administrer tels quels.
En 624, les commandements régionaux (總管府 Zongguan fu) sont remplacés par des gouvernements généraux (都督府 Dudu fu),, confirmant politiquement la nouvelle période de paix où le militaire laisserait place à l'administratif.
Taizong redessine la carte administrative de l'Empire, avec du plus grand au plus petit : des circuits, des gouvernements généraux, des préfectures, et des Xians. Ainsi, en 639, nous avons :
- 10 circuits (道 Dào, lit. 'route')[107] : plus qu'une région administrative, un circuit désigne un lot de préfectures à inspecter, une zone géographique dont les limites sont dessinées pour correspondre et faciliter une inspection, d'où le nom de "circuits". C'est une zone d'inspection ;
- 43 gouvernements généraux (都督府 Dudu fu, en 639)[102], ce sont les cellules d'affirmation du pouvoir central, tant militaire qu'administratif. Présentes dans les zones instables, généralement frontalières, elles sont renforcées militairement pour mater les révoltes ou repousser les assauts extérieurs. Administrativement, le siège d'une de ces cellules a normalement un pouvoir supérieur et de regard sur les préfectures voisines lui sont assignées, dans les faits, le gouverneur général est en quelques décennies refoulé au rang de préfet s'occupant de sa seule préfecture.
- 358 préfectures[102], ce sont les vraies cellules administratives de base, que les inspecteurs impériaux doivent examiner, et sur lesquelles l'administration centrale et les généraux doivent compter. Le préfet est nommé ou confirmé par l'administration centrale, et siège dans la ville qui polarise généralement un espace rural proche divisé en comtés. Ses assistants sont généralement issus de l'élite locale.
- D'innombrables Xians, dont l'élite locale assure la gestion de terrain, en accord avec les recommandations et demandes du préfet.

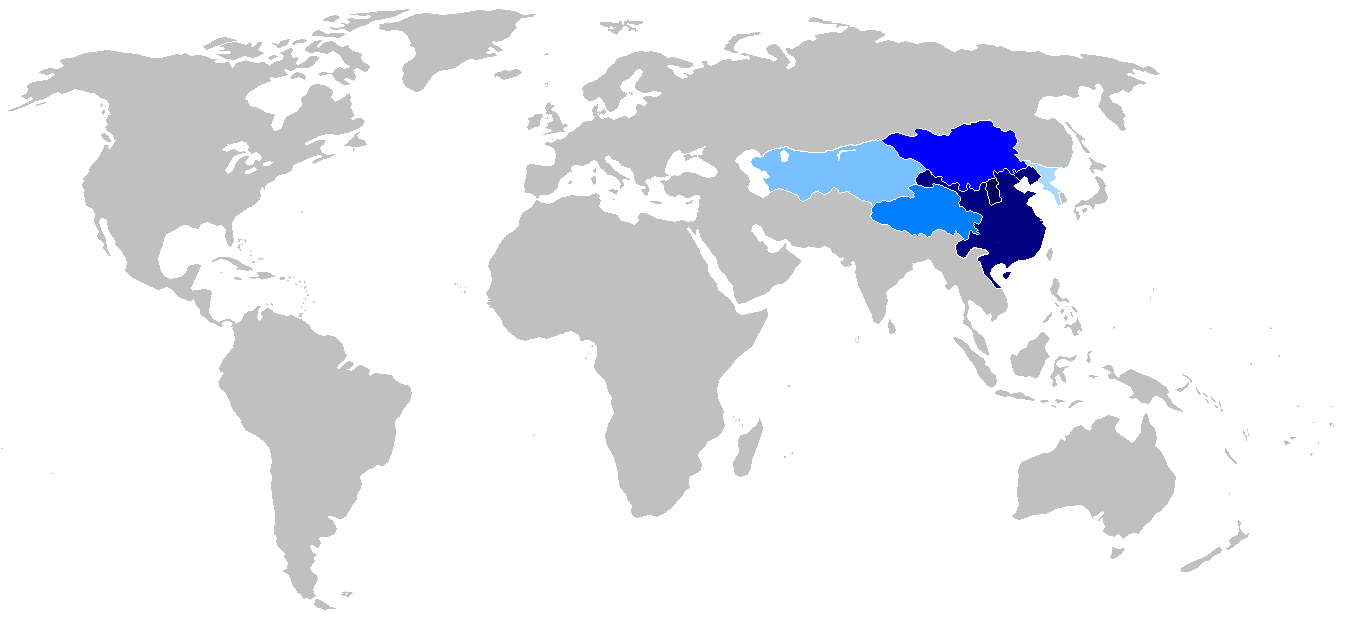
Les zones de couleurs montrent la succession des conquêtes Tang, de 616 à 649 :
617 : son père, gouverneur du Shanxi, se rebelle.
618 : protecteur de l'empire Sui ; 618 : dynastie Tang ; 622-626 : la pacification de l'empire est achevée.
630-682 : vassalité des territoires des Turcs orientaux.
641-670 : vassalité du Tibet, matérialisé par le mariage de Songtsen Gampo avec une princesse chinoise.
642-665 : vassalité des Turcs occidentaux.
(idem) 640-648 : bassin du Tarim, soumission des îlots de résistance du Nord ; 648 : action de terreur au Sud.
665-670 : conquête de la Corée
Seules les deux zones les plus foncées constituent réellement l'empire Tang ; les 3 zones plus périphériques sont temporairement vassalisées. Le tracé des frontières est approximatif.

- 617 : son père, gouverneur du Shanxi, se rebelle.
- 618 : protecteur de l'empire Sui ; 618 : dynastie Tang ; 622-626 : la pacification de l'empire est achevée.
- 630-682 : vassalité des territoires des Turcs orientaux.
- 641-670 : vassalité du Tibet, matérialisé par le mariage de Songtsen Gampo avec une princesse chinoise.
- 642-665 : vassalité des Turcs occidentaux.

- 665-670 : conquête de la Corée

## Autres relations extérieures

### Militaire et diplomatique
De nombreux peuples viennent rendre hommage à l'empereur Taizong : des peuples du centre de la Sibérie, sous l'influence des Turcs et Huihe ; des peuples de l'Oural, aux cheveux roux et aux yeux bleus ; quelques royaumes indiens ; des royaumes du sud Viêt Nam, etc.
En 638, le dernier empereur Perse Yazdgard III envoie son fils à Chang'an pour demander l'assistance des troupes Tang (notamment postées dans le bassin du Tarim) afin de repousser les attaques arabes, mais Taizong décline. Tandis qu'en 643, un ambassadeur de l'Empire Byzantin (de l'Empereur Constant II) serait arrivé à Chang'an, sans doute pour discuter d'égal à égal de la région de l'Oural, à pacifier.

### Intellectuelles et religieuses
Mais l'empire Tang, c'est aussi les Écoles d'État de Chang'an, qui forment les familles royales de Koguryo, Silla, Baekje, Karakhoja, du Tibet, des Turcs, etc., diffusant largement le modèle chinois, confucéen, et d'État fortement centralisé,. C'est aussi le 'Code Tang' , un ensemble légal impressionnant, une véritable constitution, qui sera la base des codes légaux chinois jusque vers 1900. Le Japon des VIIe-VIIIe siècles s'inspirera largement de ce modèle Tang: le 'Code Tang', l'État centralisé, l'urbanisme Tang (plan de Chang'an réadapté pour Edo).
C'est aussi l'extraordinaire Voyage en Occident (西游记 Xiyouji, 629-644), de Xuan Zang, voyage extraordinaire aussi par l'homme qui l'accomplit, notant avec précision, tel un géographe-ethnologue, les détails géographiques, ethno-sociologiques, linguistiques, religieux et philosophiques, politique, agricole et économiques qui sont spécifiques aux royaumes qu'il parcourt,. Arrivé en Inde, cet extraordinaire intellectuel s'approprie avec une précision et clarté inédite les concepts philosophiques indiens, qu'il ramène ensuite à Chang'an (644). Accueilli par Taizong, la qualité des entretiens qui s'ensuivent, décrivant précisément les royaumes de l'est, encourage Taizong à lui proposer une haute charge administrative, mais Xuan Zang, ayant pour objectif de traduire de manière conforme les concepts bouddhistes en chinois, refuse. C'est ainsi tout un lot de concepts, points de vue, constructions métaphysiques et analyses intellectuelles qui sont transmises au peuple chinois. Dans l'espace de la pensée chinoise, Xuan Zang provoque un nouveau raz de marée bouddhiste qui n'aura d'équivalent que celui des sciences européennes arrivant par les Jésuites au XVIe-XVIIe siècles, et enfin celui industrio-technologique arrivant vers 1900.
L'on peut aussi signaler l'introduction du christianisme, en 635, par le biais d'un prêtre Nestorien : Alopan'a, qui fait construire une église à Chang'an en 638. Cet évènement nous est transmis par la Stèle nestorienne datée de 781, tandis que des sources musulmanes parlent de l'introduction de l'Islam, mais aucune source chinoise ne confirme pour l'instant cette proposition.

### Agricoles
Les conquêtes, notamment vers des oasis, et l'interaction avec le monde indien apporte aussi son lot de révolutions agrico-économiques. La culture de la canne à sucre, et la fabrication de sucre sont copiées du monde indien. Les raisins, déjà rapportés des oasis sous les Han (~125 av.C.), est à présent transformé en vin suivant l'exemple de Gaochang (Turfan), ajoutant ainsi une nouvelle boisson alcoolisée à la courte liste d'alcools de riz, alcool de millet, et autres céréales déjà présents en Chine. L'usage du thé, connu depuis les Zhou mais réservé aux rituels, puis à l'élite, se diffuse lentement à l'ensemble de la société durant cette époque de prospérité Tang.

## Vision et caractère personnel

### Croyances et religions
Le jeune général qu'est Li Shimin, contrairement à la croyance de l'époque, est peu enclin vers les superstitions. Pour lui, c'est l'action des hommes qui sculpte la réalité du monde, bien plus que les cieux.
Face au bouddhisme, pourtant largement ancré dans la culture de l'élite des Zhou du Nord et des Sui, il aurait dit :
« L'empereur Liang Wudi a prêché le bouddhisme à ses officiers avec tant de succès, qu'ils furent incapables de monter leurs chevaux et de marcher sur les rebelles pour le défendre. »
Wei Zheng, moraliste confucéen austère et apprécié de Taizong, aurait développé :
« D'abord peu clair et inoffensif, les textes bouddhistes, maintenant mieux traduits, minent les principes fondamentaux de piété filiale et de loyauté à l'empereur. Les jeunes gens s'engagent dans cet ordre afin de fuir leurs devoirs [civiques et familiaux]. [...] S'ils se rasent et portent des habits si différents des nôtres, c'est dans le but d'influencer l'ordre public. Leurs idées brumeuses sèment des illusions dans l'esprit du peuple, et discréditent nos lois. [...] Cette sectes de 100 000 moines et autant de nonnes, voués au célibat [...] l'intérêt de l'État est de les marier, créant ainsi 100 000 foyers et autant de soldats pour le futur ! »
Bien que Taizong soit lié au taoïsme par l'affirmation du clan Li d'être de lointains descendants de Laozi, de la même manière il dit du taoïsme :
« L'empereur Yuandi était habitué à expliquer les textes du Laozi à ses ministres, il aurait été préférable qu'il marche contre les barbares afin de sauver l'Empire. »
Bouddhisme et taoïsme sont tous deux jugés hostiles et nuisibles à un pouvoir central fort que Taizong et l'administration centrale s'efforcent de rétablir. Dès son accession au pouvoir en 626, Taizong, toujours hostile à ces deux religions dominantes mais conscient de leur influence permet une légère ouverture afin de sécuriser sa place nouvellement prise par la force. Rapidement, il annule quelques édits farouchement anti-religieux de son père. Il sponsorise timidement des organisations bouddhistes, conduit quelques processions dans le palais impérial, autorise l'ordination de quelques milliers de nonnes et moines, et confie à des temples bouddhistes le soin de prier pour les soldats morts pour les Tang, ainsi que pour demander la protection divine de l'État. Mais de l'autre côté, Taizong souhaite contrôler et contenir l'influence bouddhiste. Il décourage les échanges culturels Inde-Chine, par exemple, lorsque Xuan Zang part pour l'Inde, on lui refuse le passeport nécessaire à la traversée du poste frontière de Tunhuang (porte du bassin du Tarim).
Il produit également de puissants édits restrictifs : en 627, il s'oppose à l'évasion fiscale par engagement religieux ; en 629, il condamne à mort tout fraudeur ; en 637, il donne la préséance aux religieux taoistes (religion chinoise) dans toutes les cérémonies d'État, laisse son administration attaquer le bouddhisme comme religion étrangère, d'illusions, et sans profondeur, puis fait établir un Règlement concernant les clergés taoïste et bouddhiste (ja)((ja) 道僧格, Daosengge) renforcé en 639 par le Fe Yijiao Jing(佛 遺教經) qui soumettent les clergés à un règlement et des règles de conduite édictées par l'administration centrale, qui exclut au passage le clergé de la vie politique et civile.
Il semble en fait surtout vouloir contenir et exclure ces religions de la vie politique de l'État, et prend parfois part aux cérémonies bouddhistes. Mais la conquête du bassin du Tarim (640-648), largement bouddhiste, ouvre finalement l'empire et la cour à l'influence bouddhiste. Aussi, lorsque Xuan Zang arrive à Chang'an, Taizong l'accueil chaleureusement, mais cela semble là encore un intérêt strictement stratégique : Taizong l'aurait largement consulté afin de comprendre et évaluer l'état des royaumes de l'ouest, puis l'aurait laissé à son travail de traductions religieuses,, en le patronnant tout de même,.

## Mort et symbolique

### Maladie et derniers jours
Lors de l'expédition contre Goguryeo (645), Taizong est atteint d'une maladie incapacitante qui l'épuise. Lors de la retraite de 645, il doit par exemple s'arrêter longuement afin de recouvrer ses forces. Durant cette période et les dernières années de son règne, son épuisement le pousse à confier l'administration à Li Zhi, le prince héritier, conseillé par les ministres de la cour. Affaibli, éloigné de fait du pouvoir, il reste préoccupé par l'avenir de l'Empire et les capacités du prince héritier à assumer son rôle futur : il écrit alors un Plan pour un Empereur (帝範 Difan) à son attention.

### Tombeau
Taizong meurt le 10 juillet 649. Il est enterré dans son tombeau, où était déjà son épouse l'impératrice Wende, morte en 636. Leur tombeau, encastré dans une colline (de même que celui de Han Wendi, dont il se serait inspiré), serait entouré des statues des rois et grands chefs soumis lors de ses conquêtes. La colline, Jiuzong, près de Xi'an, supposée abriter le tombeau de l'empereur Taizong et de l'impératrice est aujourd'hui connue : des reliefs et peintures de ses montures de guerres ont été retrouvés. Mais l'emplacement exact du tombeau, Zhaoling, n'est pas encore déterminé, et n'a pas été exploré.

### Symbolique et idéalisation
La défaite face à Gogureyo (645), la maladie de Taizong, la crise de succession de 643 sont autant d'ombres rappelant ce règne aux dures aléas de la gloire. Pourtant, Taizong et son règne seront de plus en plus idéalisés. D'une part, il faut avouer l'extraordinaire d'un empereur à la fois puissant chef militaire et puissant leader civil, sachant s'entourer des esprits et fonctionnaires les plus brillants. Sa capacité à écouter ses ministres, la justice de ses jugements excluant l'arbitraire, sa volonté d'adoucir les lois et son souci affiché du bien être du peuple font de Taizong un empereur proche du modèle idéal décrit par les Confucéens. D'autre part, Taizong (et Gaozong son père), se situe entre deux époque de l'histoire chinoise, venant après l'excessif empereur Yang des Sui, et avant le désastreux règne fantoche de Tang Gaozong (Li Zhi) qui laisse la cour impériale à Concubine Wu.
Aussi, les historiens postérieurs, confucéens érudits, souligneront toujours davantage ce modèle d'empereur puissant et sage, à l'écoute de ses ministres, jusqu'à l'idéaliser en passant sous silence l'orgueil exposé lors de ses dernières années de règne. Doit-on considérer comme exemplaire l'exclusion du brillant prince Li Tai, en 643, a motif de simples menaces sur Li Zhi, alors que plus jeune, Taizong, alors prince Li Shimin, a exécuté deux de ses frères pour prendre le pouvoir en 626 ? Doit-on trouver exemplaire l'exclusion de Li Ke, lui aussi plus brillant que Li Zhi, fin 643, sous la pression de Zhangsun Wuji, oncle de Li Zhi ? Doit-on aussi exclure la responsabilité de Taizong dans les évènements terribles suivant sa mort, avec la série d'exécutions sommaires (Li Ke, Li Tai, etc.) qui découlent directement de la faiblesse de volonté de Li Zhi ? Il semble ici que les érudits confucéens oublient un peu vite le rôle parfois néfastes de ministres intéressés, et soulignent avec joie l'attention que Taizong leur apporte.

#### Conclusion
Mais il reste à l'Histoire l'action extraordinaire de Taizong, d'abord général brillant, conquérant de Luoyang, pacificateur du Gansu et de la plaine du Hebei au Shandong. En renversant son père et saisissant le trône, il se poste à la tête d'une armée de fonctionnaires, de lois, de chantiers à relancer : ce qu'il fait avec succès. L'ère Zhen'guan (貞觀 zhēnguān, 627-649) est ainsi une ère de prospérité égalant doucement les plus beaux jours de la dynastie Han. Le VIIe siècle chinois est sans conteste une période de prospérité agricole, économique, militaire extraordinaire pour un peuple (marches de l'empire exclues) qui profite pleinement d'une longue paix, d'une justice largement rétablie, et d'infrastructures opérationnelles. C'est sur cette base, forgée par les deux empereur Sui, par Tang Gaozu et Tang Taizong, que s'appuie finalement la glorieuse dynastie Tang (618-907).

## Ancêtres
|  |                                         |  |  |  |  |  |  |  |  |  |  |  |  |  |  |  |
|  | 14. Li Tianxi                           |  |  |  |  |  |  |  |  |  |  |  |  |  |  |  |
|  |                                         |  |  |  |  |  |  |  |  |  |  |  |  |  |  |  |
|  |                                         |  |  |  |  |  |  |  |  |  |  |  |  |  |  |  |
|  | 8. Li Hu, Duc Xiang de Longxi           |  |  |  |  |  |  |  |  |  |  |  |  |  |  |  |
|  |                                         |  |  |  |  |  |  |  |  |  |  |  |  |  |  |  |
|  |                                         |  |  |  |  |  |  |  |  |  |  |  |  |  |  |  |
|  | 15. Dame Jia                            |  |  |  |  |  |  |  |  |  |  |  |  |  |  |  |
|  |                                         |  |  |  |  |  |  |  |  |  |  |  |  |  |  |  |
|  |                                         |  |  |  |  |  |  |  |  |  |  |  |  |  |  |  |
|  | 4. Li Bing, Duc Ren de Tang             |  |  |  |  |  |  |  |  |  |  |  |  |  |  |  |
|  |                                         |  |  |  |  |  |  |  |  |  |  |  |  |  |  |  |
|  |                                         |  |  |  |  |  |  |  |  |  |  |  |  |  |  |  |
|  | 9. Duchesse Liang                       |  |  |  |  |  |  |  |  |  |  |  |  |  |  |  |
|  |                                         |  |  |  |  |  |  |  |  |  |  |  |  |  |  |  |
|  |                                         |  |  |  |  |  |  |  |  |  |  |  |  |  |  |  |
|  | 2. Tang Gaozu                           |  |  |  |  |  |  |  |  |  |  |  |  |  |  |  |
|  |                                         |  |  |  |  |  |  |  |  |  |  |  |  |  |  |  |
|  |                                         |  |  |  |  |  |  |  |  |  |  |  |  |  |  |  |
|  | 16. Dugu Ku                             |  |  |  |  |  |  |  |  |  |  |  |  |  |  |  |
|  |                                         |  |  |  |  |  |  |  |  |  |  |  |  |  |  |  |
|  |                                         |  |  |  |  |  |  |  |  |  |  |  |  |  |  |  |
|  | 10. Dugu Xin                            |  |  |  |  |  |  |  |  |  |  |  |  |  |  |  |
|  |                                         |  |  |  |  |  |  |  |  |  |  |  |  |  |  |  |
|  |                                         |  |  |  |  |  |  |  |  |  |  |  |  |  |  |  |
|  | 5. Duchesse Dugu                        |  |  |  |  |  |  |  |  |  |  |  |  |  |  |  |
|  |                                         |  |  |  |  |  |  |  |  |  |  |  |  |  |  |  |
|  |                                         |  |  |  |  |  |  |  |  |  |  |  |  |  |  |  |
|  | 11. Dame Cui                            |  |  |  |  |  |  |  |  |  |  |  |  |  |  |  |
|  |                                         |  |  |  |  |  |  |  |  |  |  |  |  |  |  |  |
|  |                                         |  |  |  |  |  |  |  |  |  |  |  |  |  |  |  |
|  | 1. Li Shimin, Empereur Taizong          |  |  |  |  |  |  |  |  |  |  |  |  |  |  |  |
|  |                                         |  |  |  |  |  |  |  |  |  |  |  |  |  |  |  |
|  |                                         |  |  |  |  |  |  |  |  |  |  |  |  |  |  |  |
|  | 17. Dou Lue                             |  |  |  |  |  |  |  |  |  |  |  |  |  |  |  |
|  |                                         |  |  |  |  |  |  |  |  |  |  |  |  |  |  |  |
|  |                                         |  |  |  |  |  |  |  |  |  |  |  |  |  |  |  |
|  | 12. Dou Yue                             |  |  |  |  |  |  |  |  |  |  |  |  |  |  |  |
|  |                                         |  |  |  |  |  |  |  |  |  |  |  |  |  |  |  |
|  |                                         |  |  |  |  |  |  |  |  |  |  |  |  |  |  |  |
|  | 6. Dou Yi, Duc de Shenwu                |  |  |  |  |  |  |  |  |  |  |  |  |  |  |  |
|  |                                         |  |  |  |  |  |  |  |  |  |  |  |  |  |  |  |
|  |                                         |  |  |  |  |  |  |  |  |  |  |  |  |  |  |  |
|  | 3. Impératrice Taimushunsheng           |  |  |  |  |  |  |  |  |  |  |  |  |  |  |  |
|  |                                         |  |  |  |  |  |  |  |  |  |  |  |  |  |  |  |
|  |                                         |  |  |  |  |  |  |  |  |  |  |  |  |  |  |  |
|  | 18. Yuwen Gong                          |  |  |  |  |  |  |  |  |  |  |  |  |  |  |  |
|  |                                         |  |  |  |  |  |  |  |  |  |  |  |  |  |  |  |
|  |                                         |  |  |  |  |  |  |  |  |  |  |  |  |  |  |  |
|  | 13. Yuwen Tai                           |  |  |  |  |  |  |  |  |  |  |  |  |  |  |  |
|  |                                         |  |  |  |  |  |  |  |  |  |  |  |  |  |  |  |
|  |                                         |  |  |  |  |  |  |  |  |  |  |  |  |  |  |  |
|  | 19. Dame Wang                           |  |  |  |  |  |  |  |  |  |  |  |  |  |  |  |
|  |                                         |  |  |  |  |  |  |  |  |  |  |  |  |  |  |  |
|  |                                         |  |  |  |  |  |  |  |  |  |  |  |  |  |  |  |
|  | 7. Princesse Xiangyang des Zhou du Nord |  |  |  |  |  |  |  |  |  |  |  |  |  |  |  |
|  |                                         |  |  |  |  |  |  |  |  |  |  |  |  |  |  |  |
|  |                                         |  |  |  |  |  |  |  |  |  |  |  |  |  |  |  |